# Club Santos Laguna
El Club Santos Laguna S.A. de C.V., más conocido como Santos Laguna o simplemente Santos, es un club de fútbol profesional con sede en Torreón, Coahuila, México. Fue registrado oficialmente el 4 de septiembre de 1983 por el Instituto Mexicano del Seguro Social del Estado de Durango bajo el nombre de «Club Santos IMSS». Su propiedad recae en la sociedad anónima, Orlegi Deportes.
Participa en la máxima categoría de la Liga Mexicana de Fútbol, la Primera División de México, desde la temporada 1988-89, siendo uno de los siete equipos de la actual división de honor que nunca ha descendido.
Pertenece a la Federación Mexicana de Fútbol a nivel nacional, a la Confederación de Norteamérica, Centroamérica y el Caribe de Fútbol a escala continental y a la Federación Internacional de Fútbol Asociación a nivel mundial. Es el tercer club de fútbol que se fundó en la Zona metropolitana de La Laguna y Coahuila, después de la extinción de los equipos Club de Fútbol Laguna y Club de Fútbol Torreón.
Desde su fundación en 1983 tuvo como sede principal el Estadio Corona hasta 2009 cuando se trasladó al Nuevo Estadio Corona, que cuenta con aforo para 30 000 espectadores y se ubica dentro del Territorio Santos Modelo. 
Las primeras temporadas en primera división fueron difíciles para el club, que estuvo cercano al descenso en más de una ocasión. Fue en la temporada 1993-94 cuando comenzaron los éxitos deportivos y logró llegar a la final donde cayó ante Tecos de la UAG. El club ha logrado ocho títulos nacionales oficiales: seis Ligas, una Copa y un Campeón de campeones. El primer título de liga lo consiguió en 1996, los siguientes campeonatos los obtuvo en 2001, 2008, 2012, 2015 y 2018, el campeonato de copa en 2014 y el campeón de campeones en 2015. Es el quinto equipo más exitoso en la historia de la liga junto con Pachuca y Tigres. En competiciones internacionales solo ha obtenido dos subcampeonatos en la Liga de Campeones de la Concacaf.
Según la Federación Internacional de Historia y Estadística de Fútbol es el cuarto mejor club del siglo XXI de la zona de Concacaf y el sexto equipo de Concacaf de la primera década del siglo XXI.

## Historia

### Fundación y primeros años (1983-1988)
Tras la desaparición del C. F. Torreón en 1974 y del C. F. Laguna en 1978, la Comarca Lagunera se mantuvo cinco años sin un equipo de fútbol profesional que los representara a nivel nacional. En 1982 los Tuberos de Veracruz, que formaban parte de la Segunda División de México, desaparecieron cediendo su franquicia al IMSS que ya contaba con seis equipos a su cargo, entre los que destacaban Atlante y Oaxtepec. La franquicia de los Tuberos fue transferida al Centro Vacacional de la Trinidad, ubicada en Santa Cruz Tlaxcala, en donde tomó el nombre de Club Santos de la Trinidad. El nombre del equipo fue tomado por el poblado, Santa Cruz, en donde sus habitantes son denominados «Santos».
Desde finales de la década de 1970 el IMSS organizaba varios torneos de fútbol a nivel nacional, pero en verano de 1983, presentó un proyecto que consistía en administrar equipos de fútbol en distintas zonas del país. Fue así como se organizó un torneo donde el ganador obtendría el derecho de una franquicia en la Segunda División. Al ser invitado al torneo y enterarse de la posibilidad de tener de nueva cuenta un equipo en la zona, José Díaz Couder González, director y jefe de servicios sociales del IMSS Gómez Palacio, le pidió ayuda al profesor Lorenzo García González, director de las escuelas de fútbol del IMSS, y al arquitecto Raúl Nieto, coordinador deportivo, para gestionar y armar un equipo que participara en la competencia. El IMSS Gómez Palacio fue reforzado por un equipo de fútbol amateur llamado Asturias de Gómez Palacio y de esta forma surgió el representativo juvenil de Gómez Palacio. Este representativo se coronó en el torneo y obtuvo el premio de contar con una franquicia en la Segunda División "B", un nuevo circuito ubicado entre la segunda y tercera división el cual fue fundado por la Federación Mexicana de Fútbol la temporada 1982-83.
Tras obtener el título en julio, José Díaz Couder, Lorenzo García y Raúl Nieto, ayudados por Gustavo de Villa, consiguieron la franquicia de Santos de la Trinidad y en agosto la FMF autorizó el cambio de la franquicia. La idea seguía siendo colocar al equipo en Gómez Palacio, pero por falta de infraestructura deportiva en la ciudad la franquicia tuvo que ser desplazada a Torreón en donde Juan Abusaid Ríos, en ese entonces propietario del Estadio Moctezuma, le ofreció a Díaz Couder su estadio para ser sede del equipo.
Ya con Asturias de Gómez Palacio como la base de la nueva franquicia, los únicos refuerzo que llegaron con experiencia en Primera División fueron los hermanos torreonenses Carlos y José González Véliz, quienes habían debutado años atrás con la Ola Verde y el resto de los jugadores eren jóvenes que participaban en el fútbol amateur y representaban a La Laguna en los torneos nacionales de fútbol del Seguro Social. El equipo fue formándose y Juan Manuel Ramírez Meza fue quien inició con los entrenamientos, sin embargo, al no tener licencia para dirigir en el fútbol profesional se tuvo que recurrir al peruano Grimaldo González, quien tampoco pudo dirigir al equipo por ser extranjero, fue entonces que llegó Fernando Zamora, exjugador de los Diablos Blancos de Torreón, a dirigir al equipo a tan solo día del arranque de la temporada.
Fue así como el domingo 4 de septiembre de 1983 el equipo debutó en la Segunda División "B" con el nombre de Club Santos IMSS Laguna; ganando 2-0 ante el equipo de Bachilleres de la U. de G., el primer gol del equipo fue de Leobardo «Nono» Ávalos al minuto 26 y el segundo de José Luis «Pipa» Hernández. La alineación titular utilizada para el primer partido oficial en la historia del club fue: Joel Flores, Carlos González, Luis González, Juan Rodríguez, Martín Martínez, Guadalupe Romo, José Luis Hernández, José Próspero Hernández, Leobardo Ávalos, Sergio Alberto Morales y Guillermo Galindo.
En su primer torneo el equipo terminó segundo lugar de su grupo, en 36 partidos registro 17 triunfos, 11 empates y 8 derrotas, con 56 goles a favor y 33 en contra, además, José Luis «El Puma» Rodríguez logró el título de goleo individual. El 24 de junio de 1984 consiguió el campeonato del grupo dos y logró el ascenso a la Segunda División "A" al derrotar en la liguilla a Pumas de la ENEP por marcador de 3-2, los goles fueron obra de Fernando de la Rosa y un doblete de José Luis Rodríguez. El 8 de julio enfrentó a la Universidad Autónoma de Querétaro, ganador del grupo uno, en la final del Campeón de Campeones, en ambos partidos Santos derrotó a Querétaro por marcador de 1-0 y se alzó con el título de campeón.
En agosto de 1984, la institución cambió de dueño cuando el IMSS decidió vender todos sus equipos de fútbol profesional, así que el empresario lagunero Salvador Necochea Sagui, con ayuda de Juan Abusaid, compró al equipo y quitó del nombre las siglas IMSS, quedando este como Club Santos Laguna. Antes de iniciar la temporada Fernando Zamora dejó al equipo y en su lugar llegó Carlos Lara. El equipo comenzó la temporada 1984-85 con un empate ante Irapuato y derrotando de locales a Unión de Curtidores, tras esto comenzó a sufrir derrota tras derrota y entonces llegó a la dirección técnica Joaquín Mendoza. En su primer año en la Segunda División "A" el equipo se mantuvo en los últimos lugares y para permanecer en la categoría tuvo que disputar la liguilla por el no descenso, en donde registró tres triunfos, dos empates y una derrota, obteniendo así la salvación. En este torneo destacaron jugadores como Guillermo «El Choque» Galindo, Carlos González, Julio César Armendáriz, Tomás Moreno y Fernando de la Rosa.
La temporada 1985-86 fue irregular y entre buenos resultados como local y malos como visitante Santos no calificó a la liguilla. En esta temporada la afición comenzó a crecer en número y le otorgó el mote de los «Guerreros» al club, además, el Estadio Moctezuma fue renombrado como Estadio Corona. Para la temporada 1986-87 se modificó el escudo de la institución y se utilizó por primera vez los colores verde y blanco en el uniforme. Esta temporada se logró el liderato de la Segunda División "A", en la liguilla Santos se enfrentó a la Universidad de Colima, Correcaminos y Zacatepec, registrando dos victorias, un empate y tres derrotas, lo cual no fue suficiente para pasar lograr el ascenso. La siguiente temporada fue irregular y de nueva cuenta el equipo se quedó en el camino por ascender. El jueves 30 de junio de 1988, tras fracasar en conseguir el ascenso dos torneos consecutivos, los dueños del equipo decidieron adquirir la franquicia de los Ángeles de Puebla y de esta forma el equipo llegó a la Primera División.

### Debut en Primera División y tiempos difíciles (1988–1993)
En su primera temporada en la máxima categoría, el equipo fue dirigido por Carlos «La Banana» Ortiz y estaba integrado por los porteros Luis Alberto Lozoya, Silvino Román y José Antonio Panduro; la defensa contaba con Lucas Ochoa, César Jiménez, Gustavo López, Amado Candelario, Pompeyo Aguilera, Pedro Muñoz, Víctor López y José Guadalupe Rubio; el medio campo estaba integrado por Julio César Armendáriz, Vicente Campos, Félix de Jesús Díaz, Guillermo «Curita» Gómez, Arturo Ríos Negrete y Ángel Ramos; y el ataque tenía a Hugo León, Lupe Rubio, Guillermo «Choque» Galindo y Elías Pérez, además, adquirieron como refuerzos a jugadores como Cristián Saavedra, Wilson Graniolatti, Martín Zúñiga y Miguel Herrera, los cuales dieron una buena imagen en el torneo de copa con tres triunfos, cuatro empates y una derrota.
El domingo 16 de octubre de 1988, Santos jugó su primer partido en Primera División frente a Monarcas Morelia, el encuentro terminó empatado a un tanto y Lucas Ochoa fue el encargado de anotar el primer gol de la institución en la categoría de honor. El equipo se mantuvo en la irregularidad la primera parte del torneo, en donde solo consiguieron cinco victorias en 20 partidos, motivo por el cual Carlos Ortiz fue despedido y en su lugar llegó Diego Malta, quien solamente dirigió siete partidos sin conseguir ni una sola victoria y se decidió traer de regreso a Carlos Ortiz, con quien, a pesar de haber tenido un mal torneo, el equipo se salvó del descendo al terminar en la posición 18.
En la temporada 1989-90 algunos directivos viajaron a Honduras y lograron la contratación de Juan Flores y Dolmo Flores. Carlos Ortiz se mantuvo como técnico las primeras cuatro fechas y entonces fue despedido para darle lugar a Rubén Matturano. El equipo tuvo una leve mejora en comparación a su primer torneo, pero de igual forma terminaron en los últimos lugares de la tabla general.
En la siguiente temporada surgió un desfiles de técnicos, José de la Paz Herrera, quien fue el primer técnico extranjero en la historia del club, solo dirigió los primeros dos partidos, José Luis «El Ruso» Estrada estuvo hasta la jornada 14, en la jornada 15 se dio el regreso de nueva cuenta de Carlos Ortiz, pero solamente dirigió siete partidos y entonces llegó Roberto Matosas, quien salvó a los Guerreros en la última jornada gracias a un sospechoso empate 0-0 ante Morelia. Esta misma temporada, el joven Ramón Ramírez hizo su debut en Primera División, marcándole al Club Deportivo Guadalajara. En 1991 el Grupo Modelo se volvió socio mayoritario del club. En la temporada 1991-92, Rubén Matturano regresó a la institución, el equipo se mantuvo irregular como sus temporadas pasadas y a siete jornadas de finalizar la temporada, Matturano fue sustituido por Ignacio Jáuregui.
El equipo fue tomado desde un inicio de la temporada 1992-93 por el técnico argentino Pedro Dellacha, el cual tuvo un pobre desempeño y fue despedido en la jornada siete, solo para anunciar el regreso de Roberto Matosas. A finales de 1992, el club sufrió un golpe durísimo con el fallecimiento de su presidente, Armando Navarro Gascón, quien murió junto con su esposa en un accidente automovilístico. En la segunda vuelta de este torneo se contrató a Antonio Apud. Matosas fue despedido en la jornada 24 y llegó el técnico chileno Pedro García.

### Consolidación y primer campeonato (1993-1999)
En 1993 se anunció que Grupo Modelo dejó de ser socio mayoritario del equipo y pasó a ser dueño total de la franquicia. La temporada 1993-94, ya bajo la tutela de Grupo Modelo y con la intervención de José Miguel Muguerza Juaristi, comenzó el ascenso deportivo del club. El Grupo realizó una fuerte inversión y entre los refuerzos destacaron Rubén Martínez, Daniel Guzmán, Olaf Heredia, Diego Silva, Héctor Adomaitis y Richard Zambrano. En esta temporada consiguió por vez primera la clasificación a la liguilla como cuarto puesto y el club llegó a la final en su décimo aniversario de fundación, la cual perdió en tiempos extras ante Tecos de la UAG.
Para la temporada 1994-95, el fichaje de Ramón Ramírez por el Guadalajara, dejó al club sin uno de sus mejores jugadores. Pedro García fue destituido después de tener un mal inicio de temporada, su lugar fue tomado por Martín Ibarreche quien también obtuvo malos resultados y entonces llegó Miguel Ángel López que logró levantar al equipo y meterlo a la liguilla por segunda ocasión, pero fue eliminado en cuartos de final por el Guadalajara.
En la siguiente temporada, Miguel Ángel López emigró a Argentina para dirigir al Independiente y en su lugar llegó Patricio Hernández. Al equipo llegaron como refuerzos los argentinos José Miguel, Mauro Camoranesi, Gabriel Caballero, además de los mexicanos Francisco Gabriel de Anda y Miguel España. El desempeño del equipo fue irregular y Patricio Hernández dejó la dirección técnica, José Vantolrá dirigió tres partidos como técnico interino y entonces se anunció la llegada de Alfredo Tena. El equipo terminó en la decimocuarta posición. Los Guerreros debutaron en la Copa de Campeones de 1995 dónde fueron eliminados en la segunda ronda ante el Deportivo FAS de El Salvador.
El Torneo Invierno 1996 fue el primer torneo corto del fútbol mexicano. En este torneo llegaron como refuerzos Jared Borgetti y el chileno Cristián Montecinos. Santos finalizó el torneo en la segunda posición de la tabla con 34 puntos, durante el torneo regular solo perdieron tres encuentros y logró la calificación a la liguilla por tercera vez. En la fase final, Santos eliminó en cuartos de final 4-2 a Atlas, 5-2 a Toros Neza en semifinales, y en la final ante el Necaxa perdió el partido de ida en el Azteca 1-0 con gol de García Aspe desviado por Benjamín Galindo, para el juego de vuelta los Guerreros lograron ganar 4-2 con gol de Borgetti en los últimos minutos y así el —Santos Laguna consiguió el título de la Primera División por primera vez en su historia—. En el Torneo Verano 1997, con un funcionamiento irregular, el equipo clasificó a la liguilla dónde fue eliminado por el Guadalajara con un marcador global de 6-1 en el Estadio Jalisco. Gabriel Caballero consiguió el primer campeonato de goleo para la institución con doce goles, junto con Lorenzo Sáez.
El Torneo Invierno 1997 fue uno de los peores torneos de la institución, solo ganó tres partidos de los 17 disputados, además, fue último de la tabla clasificatoria empatado con la UNAM y Tecos de la UAG. Santos clasificó a su segunda Copa de Concacaf disputando un partido preliminar contra Los Angeles Galaxy, el cual perdió 4-1. En 1998 participó en el torneo Pre Pre Libertadores llegando hasta una de las dos finales, que se jugó el 9 de septiembre en Los Ángeles, California. En él, Santos y Monterrey protagonizaron un partido de volteretas y con dos goles de último minuto de Sergio Alvín Pérez, el Monterrey se alzó con la victoria 4-3. En el Torneo Verano 1998, los Guerreros consiguieron la clasificación a la liguilla en séptimo lugar, el Necaxa se impuso en cuartos de final.
Al siguiente torneo, se confirmó el regreso de Miguel Ángel López a la dirección técnica, pero únicamente dirigió nueve fechas y Juan de Dios Castillo lo relevó. Santos no logró la calificación con solo cuatro victorias y cinco empates. En el Torneo Verano 1999, a pesar de finalizar en la quinta posición de la tabla general, los «Guerreros» tuvieron que enfrentar a los Tecos de la UAG en el repechaje, ganando en el global 7-5, luego se impuso al América en cuartos de final por marcador de 3-2, y finalmente fue eliminado en semifinales por Toluca. En el siguiente torneo una mala planificación del torneo trajo como consecuencia un pésimo funcionamiento táctico, lo que provocó que a medio torneo Juan de Dios Castillo fuera sustituido por Fernando Quirarte. El equipo terminó en el décimo cuarto puesto y no consiguió la clasificación a la liguilla.

### Años 2000

#### Segundo campeonato e internacionalización (2000-2004)
En el Torneo Verano 2000, se fichó al chileno Rodrigo Ruiz y al paraguayo Luis Romero. Durante la temporada regular solo perdió dos partidos y se posicionó segundo de la clasificación detrás del Toluca, así clasificó a la liguilla por quinta ocasión. En cuartos de final una entrada dura del defensa central Heriberto Morales de Monarcas Morelia lesionó al chileno Rodrigo Ruiz y lo dejó inhábil el resto de la liguilla, Santos empató en el global con Monarcas y avanzó por mejor posición en la tabla general, en la semifinal derrotó 2-1 a Universidad Nacional y en la final contra Toluca fue derrotado por goleada histórica de 7-1 en el marcador global y así obtuvo el segundo subcampeonato de su historia. En el Torneo Invierno 2000, los Guerreros consiguieron el pase a la liguilla en sexto lugar general con Jared Borgetti como goleador del campeonato con 18 goles. En cuartos de final venciendo a Necaxa por marcador de 4-3 y en semifinales Monarcas Morelia se impuso por 3-2.
En el Torneo Verano 2001, se clasificó en segundo lugar general donde en cuartos de final se impuso a Tecos por 7-2, en semifinal empató en el global por 6-6 con Puebla, pero por su mejor posición en la tabla lo clasificó a la final ante Pachuca, el juego de ida fue para los hidalguenses por 2-1, pero en la vuelta Santos ganó 3-1 con goles de Jared Borgetti y Mariano Trujillo, mientras que el gol del campeonato lo convirtió el brasileño Róbson Luíz, quien de media vuelta batió a Miguel Calero, logrando así su segundo campeonato de liga. El equipo obtuvo el reconocimiento de ser el —más goleador del torneo— con 35 goles, además, Jared Borgetti obtuvo el —bicampeonato de goleo— con 13 goles.
En el Torneo Invierno 2001, Santos buscó refrendar su título tras calificar como octavo lugar general luego de una irregular temporada con ocho derrotas, en cuartos de final perdió por 4-1 en el global con Tigres. Los «Guerreros» participaron en la Copa Merconorte en su edición del 2001, en la primera fase terminó líder de su grupo, obtuvo cinco victorias, las cuales fueron sobre Kansas City Wizards y el Barcelona SC en dos ocasiones y finalmente una ante el Sporting Cristal contra quien perdió de visitante por marcador de 2-1. En la ida de la semifinal venció al Emelec por 4-1 como local, pero en la vuelta Santos cayó por el mismo marcador obligando al desempate por tiros penales, donde el Emelec derrotó a Santos 4-2 y lo eliminó del certamen. En el Torneo Verano 2002, los Guerreros con un proyecto sólido quedaron cuartos en la tabla general, jugó la reclasificación ante Tigres y avanzó por su mejor posición en la tabla tras empatar, en cuartos de final también empató en el global ante el Atlas y clasificó a la semifinal, dónde el Necaxa eliminó a los Guerreros por 1-0 en el Estadio Corona.
Santos disputó la Copa de Campeones la Concacaf por tercera ocasión en la edición 2002, los Guerreros vencieron a Tauro FC de Panamá por marcador global de 5-3, mientras en la siguiente ronda perdió ante Kansas City Wizards, campeón de Estados Unidos, por global de 3-2. Al finalizar el torneo, Fernando Quirarte dejó el cargo junto a su cuerpo técnico y en su lugar llegó Sergio Bueno. Bueno estuvo del equipo las primeras fechas del Torneo Apertura 2002, fue cesado luego de siete jornadas sin resultados y llegó Luis Fernando Tena quien clasificó a Santos a la liguilla como octavo lugar general, en cuartos de final eliminó al campeón defensor y líder América por global de 5-4 en el Estadio Azteca, en la semifinal ante Toluca fue eliminado por un global de 7-4. En el Torneo Clausura 2003 el equipo no logró la clasificación a la liguilla a pesar de haber conseguido 31 puntos en la etapa regular y así cortó la racha de seis liguillas consecutivas.
El Torneo Apertura 2003, la institución celebró su vigésimo aniversario y para buscar regresar a la liguilla los directivos reforzaron el equipo con varias contrataciones, destacando las de los argentinos Matías Vuoso y Sixto Peralta, que llegaron del Manchester City e Internazionale respectivamente. En este torneo se dio uno de los encuentros más emocionantes que tuvo el Estadio Corona, se disputó entre Santos Laguna y Monterrey, el partido terminó con diez goles, producto de un empate a cinco tantos. Los Guerreros clasificaron a la liguilla tras quedar en la cuarta posición, enfrentaron al Atlante, el juego de ida fue para los «Potros» 3-1 y el de vuelta terminó empatado a dos, quedando eliminados (5-3) en cuartos de final, Luis Fernando Tena no renovó contrato y fue sustituido por Eduardo De la Torre. Además, Rodrigo Ruiz impuso el récord de más pases para gol en un torneo con 11 asistencias.
El 19 de diciembre de 2003 el equipo albiverde fue vendido por Grupo Modelo al empresario argentino Carlos Ahumada Kurtz, quien también era propietario del León. A inicios de 2004, Santos disputó el torneo Interliga, un torneo creado por la FEMEXFUT y que se disputó en territorio estadounidense, en busca de un lugar en la Copa Libertadores de América. En el torneo derrotó a Guadalajara y a Toluca, y perdió ante Morelia, quedó empatado en el liderato del grupo con Toluca, pero pasó a la final por mejor diferencia de goles y su siguiente rival fue el Atlas, el partido terminó empatado a 2 goles y se tuvo que ir al desempate por medio de tiros penales, donde Santos ganó la serie 4-3 y se clasificó a la Copa Libertadores 2004.
En Copa Libertadores Santos terminó invicto la fase de grupos tras obtener tres empates, dos ante la Universidad de Concepción y uno ante el brasileño Cruzeiro en Belo Horizonte; y tres victorias, dos ante el Caracas y otra ante el Cruzeiro en el Estadio Corona por marcador de 1-0. En octavos de final enfrentó a River Plate, en la ida en el Estadio Corona, River se llevó la victoria con gol de Cristian Tula, en la vuelta en el Antonio Vespucio Liberti los Guerreros obtuvieron una victoria histórica al derrotar a River Plate 2-1, los goles del encuentro fueron obra de Héctor Altamirano y Matías Vuoso, y del chileno Marcelo Salas a 15 minutos del final, el partido se fue a los penales en donde el árbitro paraguayo Carlos Torres decidió repetir erróneamente el tercer penal de River el cual le atajado Cristian Lucchetti a Daniel Montenegro, Montenegro lo cobró de nueva cuenta y esta vez anotó, al final River Plate eliminó a los «Guerreros» de la Copa Libertadores.
Durante el desarrollo del Torneo Clausura 2004 surgieron a la luz pública videoescándalos en los cuales aparecía el presidente del club, Carlos Ahumada, entregando grandes cantidades de dinero a políticos mexicanos, en calidad de soborno para acceder a contratos millonarios a favor de su empresa constructora denominada Grupo Quart. Tras esto, la PGR aseguró al club, Carlos Ahumada fue desligado de la institución y la FEMEXFUT designó a Carlos Fernández como administrador provisional del equipo. Un mes después de lo ocurrido, la Secretaría de Hacienda y Crédito Público firmó un contrato con Grupo Modelo para que este se encargara de la administración de la institución durante el tiempo que Carlos Ahumada resolvía sus problemas legales. Al final, entre lesiones, los problemas legales de Ahumada y el cansancio por la disputa de dos torneos al mismo tiempo, el equipo terminó con 21 puntos, en el lugar 14 de la tabla general.

#### De la crisis deportiva y administrativa a la estabilidad (2004-2009)
De cara al Torneo Apertura 2004 y tras los problemas administrativos surguidos el torneo pasado, los directivos se vieron en la necesidad de vender a los jugadores con mejores sueldos del equipo como lo eran Jared Borgetti, Sixto Peralta, Cristian Lucchetti, Johan Rodríguez, José Antonio Noriega, Joaquín Reyes y Héctor López; tras esta desmantelación, el equipo tuvo un irregular torneo y no logró clasificar a la liguilla. Durante el torneo, Grupo Modelo logró recuperar al club y regresó a ser el dueño de la institución. En el Torneo Clausura 2005, los «Guerreros», llenos de jugadores juveniles y algunos elementos de experiencia, consiguieron volver a la liguilla, en cuartos de final enfrentaron al América, el marcador global quedó empatado a tres goles, pero América avanzó por su mejor posición en la tabla general. En este torneo Matías Vuoso consiguió el campeonato de goleo con 15 tantos y Rodrigo Ruiz igualó su récord de pases para gol con 11 asistencias.
En el Torneo Apertura 2005, Santos traspasó a Denis Caniza, Héctor Altamirano y Gabriel Palmeros, los últimos jugadores del equipo que participaron en libertadores. Este torneo estuvo lleno de lesiones, lo cual provocó una irregularidad en el equipo a lo largo de la competencia, motivo que llevó a los dirigentes a destituir a Eduardo De la Torre cuando restaban tres jornadas para acabar el torneo, Jorge Vantolrá tomó el cargo interinamente y no logró meter al club a la liguilla. Matías Vuoso consiguió el bicampeonato de goleo con once anotaciones empatado con Kléber Boas, Walter Gaitán y Sebastián Abreu. De cara al Torneo Clausura 2006 se anunció la llegada de Benjamín Galindo, primer exfutbolista de la institución en ser técnico del equipo, tras empatar en cuatro partidos y perder tres, fue cesado y en su lugar llegó Wilson Graniolatti, otro exjugador de Santos, quien ganó hasta su quinto partido dirigido en la jornada 12 ante Pachuca, al finalizar el torneo los «Guerreros» terminaron con 17 puntos, solo por encima de Monterrey por diferencia de goles.
Antes de iniciar el Torneo Apertura 2006, Matías Vuoso fue vendido al América. Santos inició el campeonato con cuatro derrotas y tres empates, lo que provocó que Graniolatti fuera cesado y entonces Daniel Guzmán se hizo cargo de la dirección técnica. Con Guzmán, el equipo mejoró ligeramente y obtuvo su primera victoria hasta la jornada 15, como resultado, Santos terminó en último lugar de la tabla general, con un registro de una victoria, ocho empates y ocho derrotas. En octubre, Grupo Modelo recuperó el control total de la institución tras resolver todos los problemas pendientes con los que contaba el club y entonces llegó Alejandro Irarragorri a la Dirección Deportiva del club, quien tras acabar el torneo fue nombrado presidente.
Para el Torneo Clausura 2007, Santos se encontraba en problemas de descenso y se decidió hacer una reestructuración, en la cual Rodrigo Ruiz fue transferido a Tecos de la UAG a cambio de Daniel Ludueña; Mauricio Caranta fue enviado a Boca Juniors, Matías Vuoso regresó, llegó Fernando Ortiz, quien era capitán de Estudiantes de La Plata y acababa de ser campeón en Argentina, se trajo a Ivan Estrada, a Juan Pablo Rodríguez y se dio la contratación de Oswaldo Sánchez, quien era el portero titular de la Selección de México y venía de ser campeón con Guadalajara. Tras comenzar mal el torneo con cinco derrotas y dos empates, y perder a Oswaldo Sánchez por una lesionó en el hombro, obtuvo su primera victoria en la octava jornada ante Monarcas Morelia y a partir de ahí comenzó a mejorar en resultados. El 29 de abril de 2007, en la última jornada del campeonato, Santos venció a Cruz Azul por marcador de 2-0 con goles de Oribe Peralta y Agustín Herrera, y, gracias a que Atlas derrotó por el mismo marcador a Querétaro, se logró salvar del descenso, además, consiguió disputar el repechaje contra San Luis, a quien derrotó en el global 2-1. Ya en la liguilla, enfrentó al líder Pachuca, el global terminó empatado a dos goles y Pachuca paso por su mejor posición en la tabla.
El Torneo Apertura 2007 con una plantilla sólida y estructurada, y con el fichaje del ecuatoriano Christian Benítez, Santos logró el liderato y solo sufrió una derrota en todo el torneo, además consiguió 38 puntos. Accedió a la liguilla por el título, en cuartos de final venció a Monarcas Morelia 5-2, mientras que en semifinal se enfrentó a UNAM, donde los capitalinos ganarón por marcador global de 5-4, y Santos se quedó a un paso de llegar a la quinta final en su historia. Para el Torneo Clausura 2008, se mantuvo la misma plantilla a la cual se unió Fernando Arce proveniente de Monarcas Morelia, a cambio de los canteranos Sonny Guadarrama y Mario García. En este torneo Santos fue el equipo más goleador con 36 tantos en la temporada regular y consiguió el subliderato general. Venció 3-2 al Necaxa en los cuartos de final, en semifinales se enfrentó a Monterrey, el juego de ida terminó empatado y en el juego de vuelta en el Estadio Corona, Santos empató en el último minuto a Monterrey con gol de cabeza de Fernando Arce y clasificó a la final por mejor posición en la tabla general. En la final se enfrentaron a Cruz Azul, en el partido de ida en el Estadio Azul se impuso 2-1 con goles de Arce y Benítez. El 1 de junio de 2008 se celebró el partido de vuelta en el Estadio Corona, Santos se adelantó con gol de Ludueña, más tarde, Cruz Azul empató, el encuentro terminó empatado a un gol y Santos se coronó campeón por tercera vez campeón con global a favor de 3-2.
Santos Laguna inició el Torneo Apertura 2008 de visita en el Estadio Azteca ante el América que adoptó una antigua y muy respetuosa tradición del fútbol español, hacer el pasillo con símbolo de reconocimiento al campeón, en su primer partido después de coronarse. Para la liguilla, Santos tuvo como refuerzo a Cuauhtémoc Blanco, quien llegó a los Guerreros ante la lesión de Benítez. En cuartos de final enfrentaron a San Luis, dos triunfos de Santos le dieron el pase a la semifinal, en donde enfrentaron al Toluca, un empate a cero goles y una derrota de 2-1 eliminó a Santos de la temporada. El Torneo Clausura 2009 fue un torneo para los «Guerreros» de un mal comienzo, lo que llevó a la destitución de Daniel Guzmán y la llegada de Sergio Bueno. Con Bueno lograron levantar en la tabla, a pesar de eso y debido a una derrota que sufrieron la última jornada en Cancún ante Atlante, quedaron a tan solo un punto de clasificar a la liguilla.
En la Liga de Campeones 2008-09 quedaron primeros de grupo. En cuartos de final se enfrentaban al Montreal Impact donde en el Estadio Olímpico de Montreal ganó 2-0. El Estadio Corona tuvo el último partido internacional de su historia, cuando Santos logró adelantarse 1-0, tiempo después anotó Montreal se adelantó 1-2, pero en el segundo tiempo, con dos goles de Matías Vuoso y otros dos en tiempo de compensación de Darwin Quintero lograron ganar por marcador global 5-4. En la siguiente fase contra el Atlante Guerreros ganaron 2-1 en el Corona, pero en el Andrés Quintana Roo Atlante en el último minuto por vía penal derrotó a los Guerreros 3-1 y lo que los dejó fuera del certamen.
En el Torneo Apertura 2009 se inauguró el nuevo Estadio Corona, el equipo se clasificó a la liguilla como sexto lugar general, en cuartos de final se enfrentó ante Monarcas Morelia, el cual ganó la serie por marcador global de 4-2 y eliminó Santos, tras esto, Bueno fue destituido como técnico y se contrató a Rubén Omar Romano.

### La década de mayor éxito (2010-2020)

#### Cinco finales en tres años (2010–2012)
En el Torneo Bicentenario 2010, culminaron el torneo en el quinto puesto. En cuartos de final vencieron 2-1 a Universidad Nacional. En la semifinal se enfrentaron a Monarcas Morelia, en Morelia Santos logró un empate de 3-3 y en la vuelta obtuvo una victoria por 7-1 con una destacada actuación de Oribe Peralta, el global fue 10-4. Santos accedió a la final contra Toluca, diez años después de la ocurrida en el Verano 2000, en la ida Santos Laguna empató en el Estadio Corona por 2-2, en el Estadio Nemesio Díez después de 120 minutos el partido terminó sin anotaciones y obligó la definición por penales. Santos estuvo cerca de lograr el título pero una serie de errores al final le negó conseguir el campeonato cayendo 4-3 ante Toluca.
En el Torneo Apertura 2010 regresó Christian Benítez después de su paso europeo por el Birmingham City. Con gran nivel, Benítez contribuyó bastante, logrando que los guerreros tuvieran un gran rendimiento, ligando cuatro victorias y se colocaran en el tercer lugar de la tabla. Benítez se convirtió en el goleador del certamen con catorce tantos. En la liguilla, Santos enfrentó en cuartos a Jaguares, en Tuxtla Gutiérrez 1-1, y en la vuelta 1-0. Enfrentaron al Club América en semifinales, dónde en el Azteca Santos se llevó la victoria 2-1, en Torreón 3-3. En la final el Santos enfrentó a Monterrey, en la ida terminó 3-2 favor del equipo local, en la vuelta el partido terminó con un contundente 3-0 a favor del Monterrey, perdiendo así su segunda final consecutiva. En el Torneo Clausura 2011 tras una irregularidad constante en los resultados del equipo y conflictos entre Rubén Omar Romano con la afición este mismo fue cesado el 20 de febrero de 2011, y tan solo 2 días después fue presentado Diego Cocca como su suplente debutando el mismo día contra Cruz Azul siendo derrotados 2-0. Cocca se convirtió en el peor director técnico debutante en la historia del equipo tras perder sus primeros seis juegos con el equipo entre la liga mexicana y la Liga de Campeones de la Concacaf, para obtener su primera victoria hasta la jornada 12 contra Cruz Azul por marcador de 3-0, con malos resultados el equipo terminó el torneo sin poder clasificar a la liguilla.

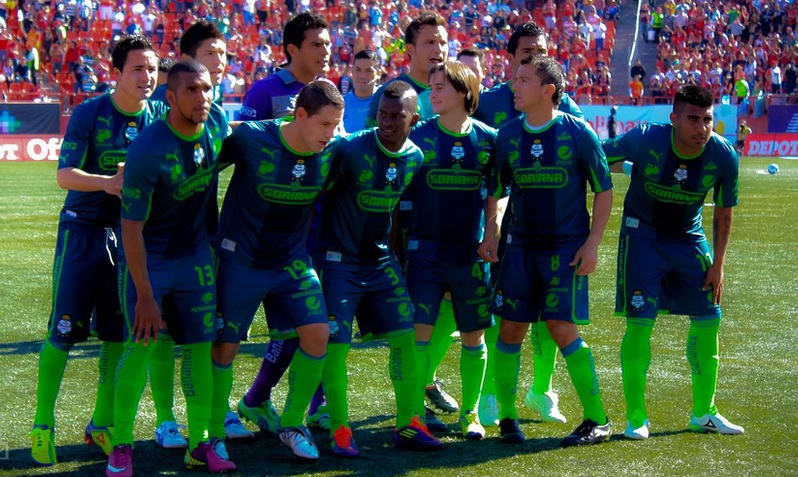
Alineación en la temporada 2011-2012, con el uniforme alternativo.

Diego Cocca inició el Torneo Apertura 2011 con el respaldo de la directiva y los jugadores, pero tras los malos resultados fue cesado el 3 de septiembre de 2011 quedando Eduardo Rergis como técnico interino, el 12 de septiembre se designó a Benjamín Galindo como nuevo director técnico y a Héctor Adomaitis y Héctor López como sus auxiliares.
Hubo un buen inicio en la nueva era de Galindo con cinco victorias consecutivas para después acceder a la liguilla en cuarto lugar general en donde derrotó a Jaguares, y Morelia para acceder a la gran final en contra de los Tigres de la UANL. En la ida Santos perdió por 1-0, Rodríguez fue expulsado, en San Nicolás con una cancha mojada, Santos quedó con dos jugadores menos, gracias a la expulsión del portero Oswaldo Sánchez, y una más del defensa panameño Felipe Baloy, un partido que se recordara por el arbitraje polémico del árbitro Marco Antonio Rodríguez, así Tigres venció 3-1 al Santos y se coronó campeón del torneo. En la Liga de Campeones 2011-12, Santos derrotó en cuartos de final al Seattle Sounders de Estados Unidos y en semifinales al Toronto de Canadá; en la final enfrentó a Monterrey donde en la ida Santos perdió por marcador 2-0; en Torreón Santos logró ganar por 2-1 pero en el marcador global Monterrey venció por 3-2, consiguiendo así santos su cuarto subcampeonato consecutivo. Por otro lado, en el Torneo Clausura 2012, Santos Laguna finalizó en el primer lugar por segunda vez en su historia. En liguilla los laguneros vencieron a Chiapas en cuartos de final por marcador global de 6-4. En semifinales enfrentaron a Tigres de la UANL, en el partido de ida celebrado en el Estadio Universitario el partido finalizó con un empate 1-1. En la vuelta en el Corona Tigres logró ganar durante casi todo el partido por 0-2 pero en tan solo dos minutos Oribe Peralta empató el partido 2-2 en el minuto 90 dando así un pase de últimos minutos a la final. En la final se enfrentaron a Monterrey tan solo semanas después de la final de Concacaf, esta vez Santos logró sacar un buen resultado en la ida empatando 1-1 en el Estadio Tecnológico. En la vuelta celebrada en Torreón Santos Laguna venció a Monterrey por marcador 2-1 con goles de Daniel Ludueña y Oribe Peralta. Fue el cuarto título de ligero del club.
Para el Torneo Apertura 2012, Santos Laguna fichó a Édgar Gerardo Lugo y Oswaldo Alanís. Durante el torneo el equipo navegó en la irregularidad y al final no logró clasificar a la liguilla, perdiendo así la oportunidad de refrendar el campeonato. Al término del último encuentro, Benjamín Galindo despidió a sus dos asistentes, posteriormente fue cesado por la directiva.

#### Venta del equipo, renovación, quinto y sexto título (2013–2019)
En el Torneo Clausura 2013, Pedro Caixinha, entrenador portugués fue designado como entrenador. Además, Daniel Ludueña y Christian Suárez fueron transferidos al C. F. Pachuca, en un trueque entre directivas donde Mauro Cejas y Néstor Calderón fueron las monedas de cambio por parte del equipo hidalguense, también se contrató a Andrés Rentería. En el torneo regular el equipo terminó sexto en la clasificación general; en cuartos de final se enfrentó al Atlas, ganando la serie por marcador global de 3-1; mientras que en la semifinal el equipo fue derrotado de manera contundente por el Cruz Azul, perdiendo el partido de ida 0-3 y el de vuelta 2-1. En la Liga de Campeones 2012-13, Santos nuevamente llegó a la final, en donde enfrentó de nueva cuenta a Monterrey donde en la ida el marcador fue de 0-0; En la vuelta Santos ganaba 0-2, pero el equipo regiomontano le dio vuelta por 4-2, consiguiendo así Santos su segundo subcampeonato consecutivo en esta competencia.
Para el Torneo Apertura 2013, Iván Estrada se desvinculó del club. También, con la finalidad de reducir la nómina, el club traspasó a los futbolistas Hérculez Gómez, Gerardo Lugo y Aarón Galindo. Después de que Grupo Modelo fue comprado en junio por la empresa belga-brasileña AB InBev, el 8 de agosto de 2013, la empresa dio a conocer la venta del club que paso a manos de Orlegi Deportes, una empresa liderada por Alejandro Irarragorri y varios accionistas mexicanos, motivo por la cual la institución recibió una misiva de reconocimiento, de parte del presidente del máximo organismo futbolístico, Joseph Blatter. Los nuevos propietarios del club confirmaron que grupo Modelo seguirá rigiendo como patrocinador tanto del club como del complejo deportivo. El 26 de octubre, diez años después de su primera participación, Santos aseguró su lugar en la Copa Libertadores 2014, en donde en fase de grupos tuvo uno de los mejores rendimientos, ganando 4 partidos, empatando 1 y perdiendo 1; entre ellos una victoria histórica en el Estadio Centenario por 0-2 jugando contra Peñarol, más tarde fue eliminado en octavos de final por el Club Atlético Lanús de Argentina. Terminó el torneo como segundo lugar general; en cuartos de final se enfrentó contra el Querétaro ganando el partido de ida 3-2 y el de vuelta 3-1; en semifinal jugó contra el León perdiendo el partido de ida 3-1 y empatando el de vuelta 2-2, así el equipo perdió la oportunidad de llegar a la final por el título. En el segundo semestre de la temporada 2013-14, alcanzó la semifinal por tercera vez consecutiva venciendo al América, siendo eliminados por el Pachuca y —proclamándose como la ofensiva más efectiva—.
La nueva época, trajo consigo la consecución por primera vez en la historia un título copero tras vencer en penales por 4-2 a Puebla. El Torneo Apertura 2014 marcó la salida de Oribe Peralta del equipo y la llegada del primer jugador africano a la institución, Djaniny Tavares. Santos fue irregular durante el torneo y no logró calificar a la liguilla por el título. Aun así al terminar el año se ubicó como el 58° mejor club del mundo, siendo la primera vez que se consideró como el mejor equipo mexicano por la IFFHS.
En 2015 el club tuvo una reestructuración importante en la cual salieron de la institución los últimos futbolistas referentes de la época, Oswaldo Sánchez, Juan Pablo Rodríguez y Darwin Quintero. Para el Torneo Clausura 2015 se contrató a los jugadores argentinos Agustín Marchesín y Diego Hernán González, provenientes de Lanús, además, llegaron Luis Ángel Mendoza y Jesús Molina, que venían de ser campeones con el América. El equipo terminó como octavo de la tabla general y se calificó a la liguilla en la última jornada tras empatar contra Puebla. En cuartos de final se enfrentaron a Tigres, líder del torneo, el partido de ida terminó en empate a un gol y en el de vuelta Santos ganó 0-1 de visitante; en la semifinal jugaron ante Guadalajara, de nueva cuenta el equipo empató de local y en el juego de vuelta ganaron de forma contundente 0-3, obteniendo así el pase a la final después de un ausencia de tres años. Ya en la final, Santos, con una destaca actuación de Javier Orozco que anotó cuatro goles, venció a Querétaro por marcador de 5-0 en el partido de ida, en el juego de vuelta Querétaro logró la victoria 3-0, terminando el marcador global 5-3 y obteniendo así Santos su quinto título de liga. Ya como campeón del Clausura 2015, Santos se enfrentó al América, campeón a su vez del Apertura 2014, en el Campeón de Campeones 2014-15, el partido terminó 1-0 a favor de los laguneros y se proclamaron campeones de una competencia nacional por tercera vez en menos de un año.

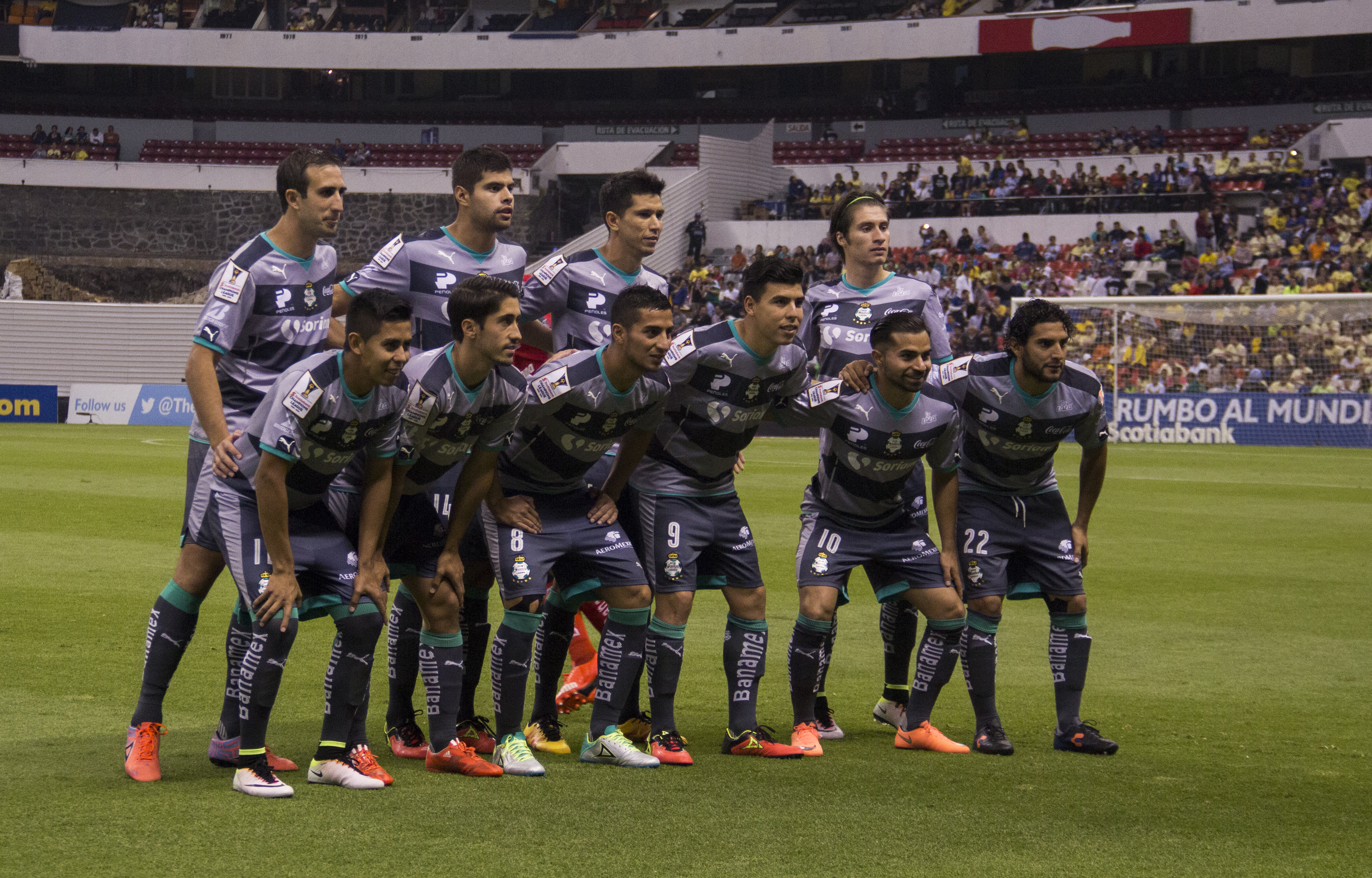
Santos disputando el partido de vuelta de la semifinal de la Liga de Campeones de la Concacaf contra América en el 2016.

El 15 de agosto de 2015, tras comenzar el Torneo Apertura 2015 con cuatro derrotas en cinco partidos, Pedro Caixinha renunció a su cargo como director técnico, dejando como técnico interino a Robert Siboldi. Siboldi dirigió dos partidos, uno de liga contra Monterrey que terminó en empate y otro internacional ante Saprissa que resultó en derrota para Santos. Cuatro días después de la renuncia de Caixinha, el español Pako Ayestarán fue anunciado como el nuevo técnico del equipo, pero al final, por acuerdo mutuo con la directiva, dejó la dirección técnica del equipo al final del torneo tras no obtener los resultados deseados y quedar eliminado de la liguilla. Una semana después, Luis Zubeldía fue anunciado como nuevo técnico del equipo. En la Liga de Campeones 2015-16, Santos venció en cuartos de final a Los Angeles Galaxy por marcador de 4-0 en el partido de vuelta jugado en Torreón, luego de haber empatado 0-0 en la ida. En semifinales se enfrentó al Club América, el partido de vuelta en el Estadio Azteca se fue a la prórroga después de empatar a cero goles en tiempo regular en ambos partidos, sin embargo, los laguneros quedaron eliminados del torneo continental tras perder 1-0 en el alargue. En el torneo de liga el club quedó séptimo en la tabla y fue eliminado en cuartos de final por Pachuca. Tras un mal inicio en el Apertura 2016, la directiva tomó la decisión de que Zubeldía dejara el cargo y contrató a José Manuel de la Torre como nuevo estratega guerrero. El «Chepo» dirigió al equipo durante 3 torneos, solo consiguió avanzar a la liguilla en el Torneo Clausura 2017 en donde fue eliminado en cuartos de final por Toluca y fue destituido de su cargo el 18 de septiembre de 2017, en su lugar llegó de nueva cuenta Robert Siboldi como interino hasta el final del torneo, teniendo como auxiliar a Rafael Figueroa, un jugador histórico de la institución.
Para el Clausura 2018 con Robert Siboldi como entrenador finalizó en el cuarto puesto de clasificación del torneo regular con 29 puntos. En cuartos de final eliminó a Tigres por global de 2-2 y gracias a la posición. En semifinales se impuso 6-3 en el marcador global a América. Por tercera vez se enfrentó a Toluca en una final, en la ida venció 2-1 con anotaciones de Djaniny Tavares y Julio Furch remontando un resultado adverso; el 20 de mayo se consagró por sexta ocasión campeón de Liga con empate de 1-1 y gol de Furch, el marcador global fue de 3-2. El caboverdiano Djaniny Tavares fue el goleador del torneo con catorce anotaciones.
El 8 de agosto de 2018, tras las tres primeras jornadas del Apertura 2018 Robert Siboldi renunció a la dirección técnica del equipo tras un conflicto con el jugador Gerardo Alcoba, inmediatamente Salvador Reyes de la Peña fue anunciado como su sustituto que consigue clasificarlos a la liguilla en cuarto puesto siendo eliminados en cuartos de final por el Monterrey con global de 0-3. Santos tuvo un buen inicio en el Clausura 2019, simultáneamente participó en la Liga de Campeones de la Concacaf 2019 donde eliminaría por contundentes globales al Marathón por 11-2 en octavos de final y al New York Red Bulls por 6-2 en cuartos de final; sin embargo, tras ser superado 3-0 por Tigres en la semifinal de ida y una caída estrepitosa en la liga, Salvador Reyes fue despedido el 4 de abril de 2019, dejando como interino a Rubén Duarte quien dirigió la semifinal de vuelta, la cual Santos ganó por marcador de 3-2 pero fue eliminado por marcador global. El 11 de abril de 2019, el uruguayo Guillermo Almada fue anunciado entrenador del equipo. Al final del Clausura 2019, el equipo terminó en la décima posición de la tabla general. En el Apertura 2019 fue líder de la competencia, además de la mejor ofensiva del torneo, siendo Brian Lozano y Julio Furch los máximos anotadores del equipo con nuevo goles cada uno. En la liguilla se enfrentaron a Monterrey, quienes avanzaron a semifinales tras derrotar a Santos con un marcador global de 3-6.

### Años 2020: Actualidad
Transcurridas diez jornadas del Clausura 2020, el torneo fue suspendido de manera temporal debido a la contingencia sanitaria implementada en el país a causa de la Pandemia por COVID-19. El 20 de mayo se anunció que Santos tuvo 8 casos positivos por coronavirus, aumentando a 12 el día siguiente y terminando con un total de 15, lo que lo convertiría en el club con más casos positivos oficiales en el mundo hasta ese momento. Tras estar el torneo más de un mes suspendido, el 22 de mayo la Asamblea Extraordinaria de la Liga MX decretó finalizarlo antes de su fecha regular, dejando la competencia sin campeón.
El 18 de septiembre de 2022 se desveló la estatua de Oribe Peralta en el Territorio Santos Modelo, convirtiéndolo en el quinto "Guerrero Inmortal" del club.

## Infraestructura

### Estadio

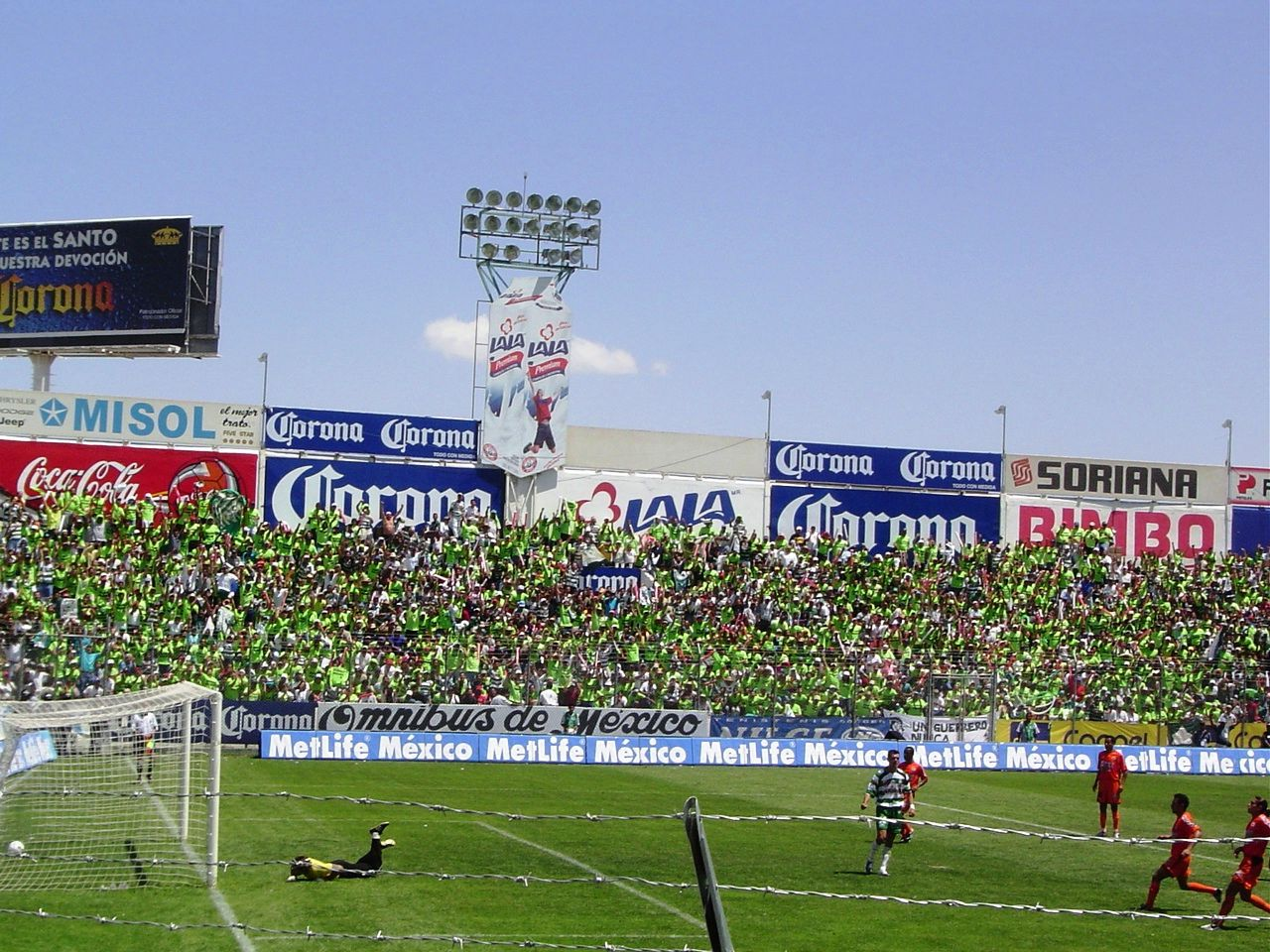
Estadio Corona.

El estadio Corona fue el primer recinto histórico de la institución, estaba localizado en la ciudad de Torreón, Coahuila. Era conocido por el sobrenombre de «El Coloso de las Carolinas», por encontrarse ubicado en la colonia de ese nombre, y también fue bautizado por el técnico Rubén Maturano como «La Casa del Dolor Ajeno», ya que aun siendo de los estadios más pequeños y con las instalaciones más limitadas de la liga, era uno de los que más se le complicaba a los visitantes debido a la cercanía de las gradas con el campo y al intenso calor de la zona.
Desde su inauguración en 1970 hasta 1986 se le conoció como Estadio Moctezuma. Durante sus veintiséis años de estancia se logró en el recinto tres títulos de liga, un campeonato de segunda división y una campeón de campeones en dicha división. Albergó los juegos como local del Laguna, Torreón y Santos. En medio de su preparación rumbo a la Copa Mundial de 1986, la Selección Mexicana visitó el estadio para su reinauguración, que cambió de nombre a "Corona". Los trabajos de construcción del estadio fueron iniciados por el presidente Municipal Juan Abusaid Ríos. La inauguración del inmueble se celebró el 2 de julio de 1970, con un partido amistoso en que el Club Deportivo Guadalajara se impuso 3-1 al C. F. Torreón, que en ese momento participaban en la Primera División. Francisco Jara, del Guadalajara, anotó el primer gol en el estadio. En la placa de inauguración se aprecia lo siguiente:

A la afición del fútbol. El Estadio Moctezuma es el justo homenaje a su cooperación y espíritu deportivo, a lo que se debe principalmente su existencia, fue inaugurado por el Sr. Eulalio Gutiérrez Treviño, Gobernador Constitucional del Estado de Coahuila y por el Sr. Juan Abusaid Ríos, Presidente Municipal.
Torreón, Coahuila, 2 de julio de 1970.

El domingo 1 de noviembre de 2009 se disputó el último partido de liga en este recinto, enfrentándose Santos Laguna contra el Club Universidad Nacional, finalizando en un empate de 1-1; Matías Vuoso anotó el último gol en la historia del recinto. Al final del encuentro, se realizó una ceremonia de clausura con fuegos pirotécnicos, y el apagón de luces, como signo representativo de la demolición del estadio.

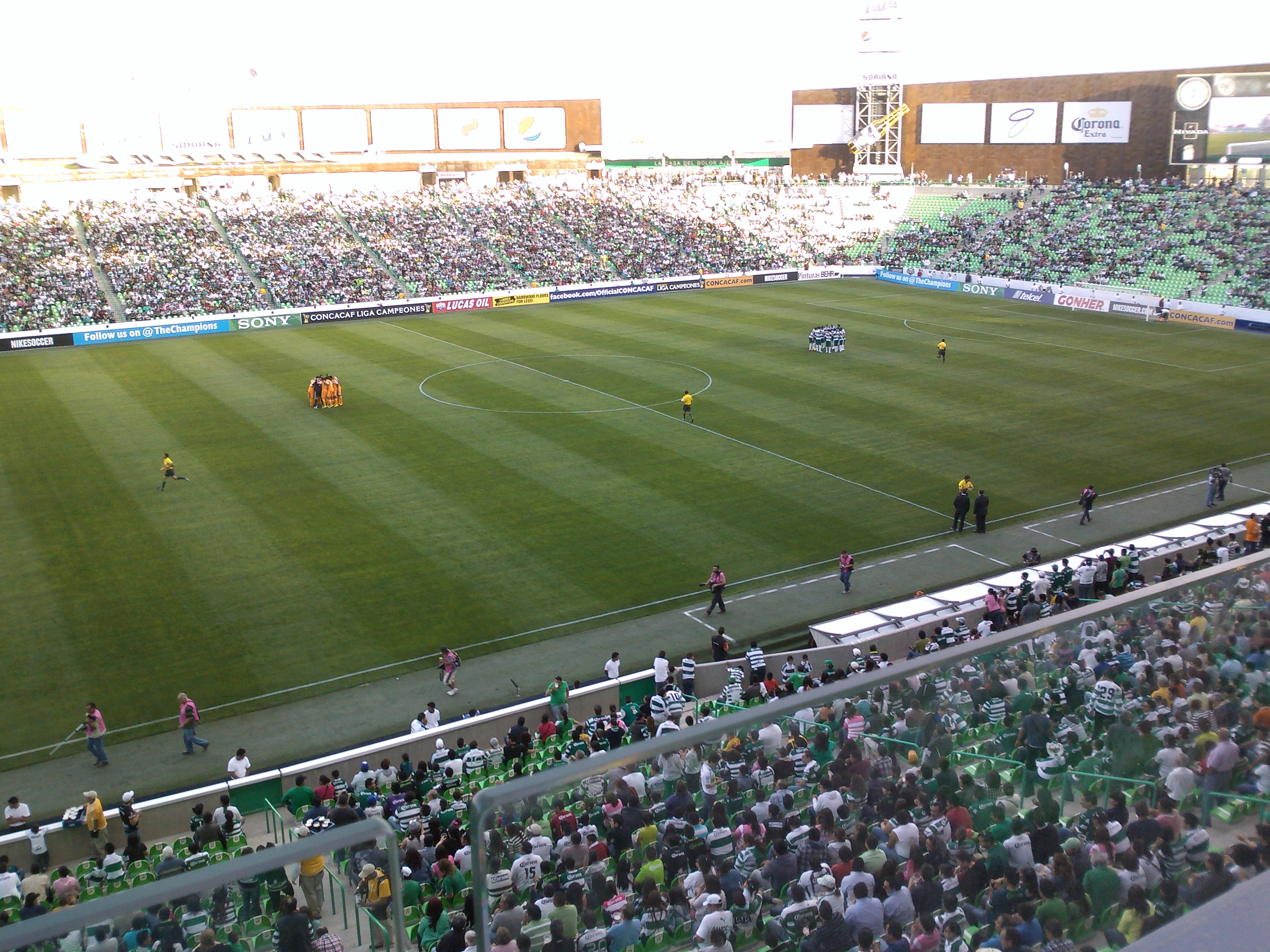
Vista interior del Estadio TSM Corona.

El Nuevo Estadio Corona se encuentra ubicado en la ciudad de Torreón, Coahuila. Fue producto de una inversión cercana a los cien millones de dólares, esto se debe a que también forma parte del Territorio Santos Modelo, un complejo de carácter deportivo, educativo, religioso y de entretenimiento. Durante sus primeros años, el estadio heredo el mote de «La Casa del Dolor Ajeno», pero en 2016 se decidió cambiarlo por «El Templo del Desierto».
La inauguración del inmueble se realizó el 11 de noviembre de 2009 con un partido entre Santos Laguna y Santos F.C. el cual terminó con resultado a favor de los laguneros por marcador de 2-1. Previamente a este partido hubo un concierto del cantante Ricky Martin, así también se contó con un espectáculo de las porristas del equipo de fútbol americano New Orleans Saints. La declaración de inauguración fue dada por el presidente de México Felipe Calderón en compañía del gobernador de Coahuila, Humberto Moreira y del presidente de la FIFA, Joseph Blatter. Pablo Montero se entonó el Himno Nacional Mexicano antes de iniciar el partido y Pelé se encargó de dar la patada inaugural. Al medio tiempo del encuentro se reconoció a figuras internacionales como Jorge Campos, René Higuita, Franco Baresi, Gabriel Batistuta, George Weah, Enzo Francescoli y Bebeto, que fueron invitados para formar parte de la celebración.
Desde su inauguración en 2009, el estadio ha visto a Santos disputar nueve finales, de las cuales ha ganado cuatro, tres de liga y una de copa.

## Indumentaria

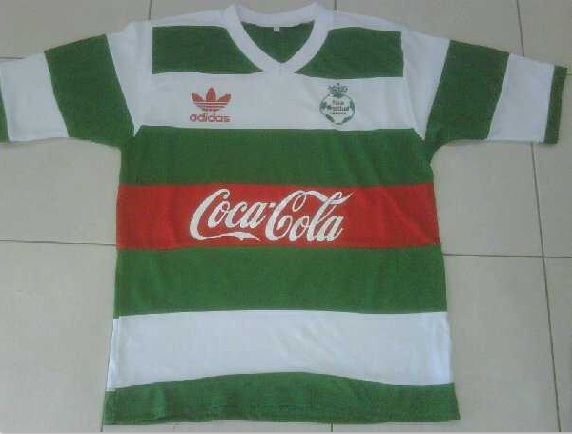
Camiseta del Club Santos Laguna en 1988.

El primer uniforme estaba conformado por una camiseta color blanco y una línea verde cruzando verticalmente por en medio, cuello blanco, pantaloncillo verde y medias blancas, tal como el Club de Fútbol Laguna; el uniforme de visitante era muy parecido, las únicas diferencias eran que el cuello y las mangas eran de color verde, y a la derecha contaba con tres franjas verticales, también en color verde.
Cuando el club fue vendido por el IMSS a Salvador Necochea en la temporada 1984-85, se utilizó un uniforme totalmente blanco al igual que el Club de Fútbol Torreón y Santos Futebol Clube. En 1986 se modificó por completo el uniforme, usando por primera vez la camiseta con franjas horizontales en verde y blanco, pantalón verde y medias blancas.
La primera camiseta utilizada en primera división fue durante 1988, este jersey continuó con la tradición que empezó la institución en 1986 con las franjas horizontales en verde y blanco, Adidas fue la marca proveedora y Coca Cola el patrocinador principal. Para la segunda vuelta del campeonato se cambió de proveedor a Eder y se dejó de tener patrocinador principal.
Para el período de 1989 a 1990, se cambió de proveedor y se usó Garcis, sin contantar con un patrocinador principal. El club continuó con el patrocinio de Garcis durante la primera vuelta de la siguiente temporada y para la segunda vuelta se cambió de proveedor a Pepin. La temporada 1991-92 se reemplazó una vez más el proveedor del uniforme, ahora con Topper y teniendo como patrocinador a Quesos La Risueña, quien para la segunda vuelta del campeonato fue retirado de la camiseta.
En su mejora continua, se realiza una nueva negociación con la marca Pony, la cual logró mantenerse durante el lapso de 1992 a 1994. Durante el período de 1996 hasta 2002 se firmó un acuerdo con la manufacturera, Corona Sport, en el cual los colores tradicionales de verde y blanco son —adornados con los colores negro y dorado como delineadores—, así mismo estas camisetas se distinguieron por sus cambios en los cuellos, los cuales fueron redondos, de color blanco, negro. En el año 2000, el Club Santos Laguna firmó un acuerdo con la empresa Organización Soriana para ser el nuevo patrocinador oficial del club, mismo que hasta la actualidad ha mantenido el plazo. En el año 2002, el club firmó un contrato con la manufacturera Atletica como el patrocinador oficial del equipo deportivo de la institución, que duró durante nueve años hasta 2011 que el club cierra su contrato con la marca para mejorar la calidad del uniforme del club.
El club para la temporada 2008-2009 con motivo de la conmemoración del vigésimo quinto aniversario, tuvo un cambio importante en el equipo deportivo al colocar las franjas de la camiseta en forma vertical, lo que causó polémica con los aficionados, quienes consideraron que se rompió con la identidad que le habían dado al equipo las franjas horizontales, además, hubo un tercer uniforme el cual fue retro. En la temporada 2009-2010 el Santos Laguna utilizó un uniforme parcialmente blanco rayado con franjas verdes, pantalón blanco y medias blancas con franjas verdes. Después en 2010 el uniforme tuvo un gran cambio en su historia, ya que— por primera vez se utilizó casi en su totalidad el color negro como local—.
En diciembre de 2010, Santos terminó su contrato con Atletica para firmar otro con la manufacturera Puma como patrocinio del equipo deportivo por dos años, aunque se había anunciado anteriormente un convenio con Nike, nunca se llegó a un acuerdo ya que además el equipo tenía que deshacerse de sus ocho patrocinadores. En 2012 el uniforme fue de camiseta blanca con sus tradicionales franjas verdes, pantalón y medias verdes; y de visitante camiseta azul verde con detalles verde lima y una franja a la mitad, pantalón verde y medias blancas, además, se lanzó un playera edición especial que contenía el nombre de 1 200 aficionados del equipo. El siguiente año, como motivo del trigésimo aniversario de la institución, se lanzó una playera conmemorativa, de la cual fueron producidas solamente 1 983 piezas.
| Primer | (Ver evolución) | Actual |

| \| Período \| Proveedor \| Patrocinio principal \| \| --------- \| --------- \| -------------------- \| \| 1988 \| \| \| \| 1989 \| \| Ninguno \| \| 1989–90 \| \| Ninguno \| \| 1991 \| \| Ninguno \| \| 1991 \| \| Quesos La Risueña \| \| 1992 \| Ninguno \| \| \| 1992–94 \| \| \| \| 1994–96 \| \| \| \| 1996–00 \| \| \| \| 2000–02 \| \| \| \| 2002–10 \| \| \| \| 2011–18 \| \| \| \| 2018–Act. \| \| \| |           |                      |
| Período | Proveedor | Patrocinio principal |
| 1988 |           |                      |
| 1989 |           | Ninguno              |
| 1989–90 |           | Ninguno              |
| 1991 |           | Ninguno              |
| 1991 |           | Quesos La Risueña    |
| 1992 | Ninguno   |                      |
| 1992–94 |           |                      |
| 1994–96 |           |                      |
| 1996–00 |           |                      |
| 2000–02 |           |                      |
| 2002–10 |           |                      |
| 2011–18 |           |                      |
| 2018–Act. |           |                      |

## Símbología

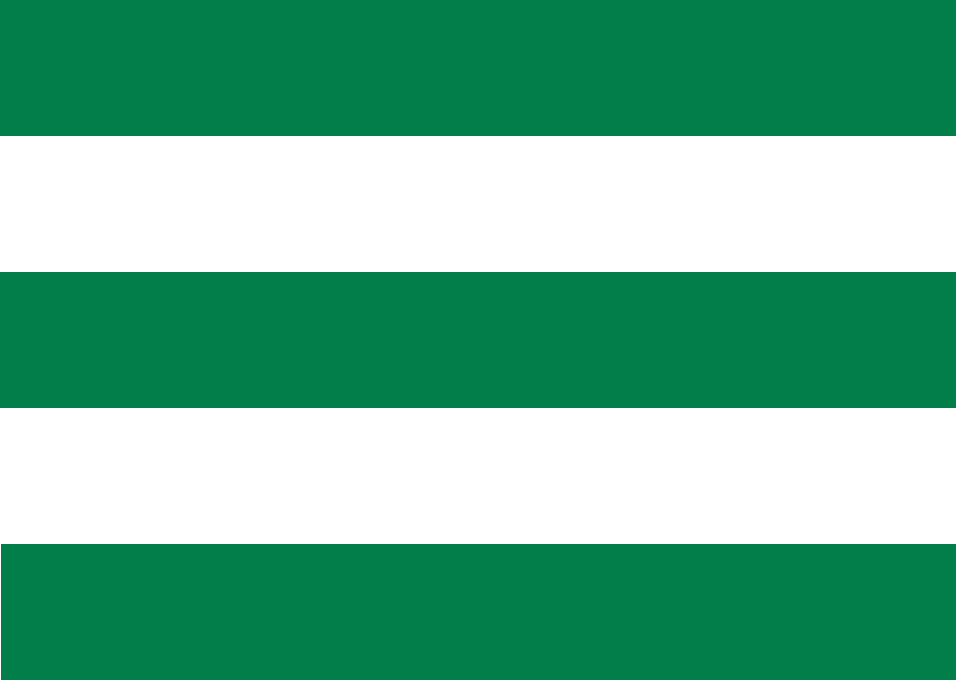
Colores de la institución.

### Escudo

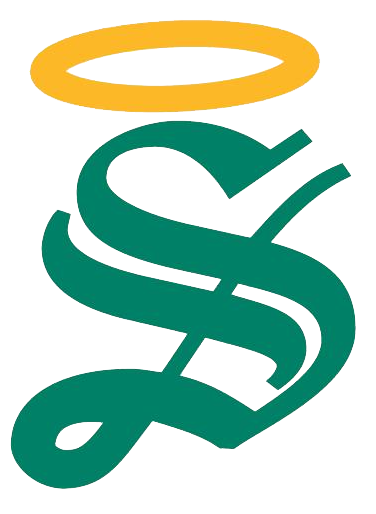
Escudo utilizado durante la temporada 2008-09.

Uno de los símbolos característicos del Club Santos Laguna es su escudo. Después de su fundación en 1983, el primer escudo del club fue creado de forma muy similar al de Santos FC, era color blanco con verde, en la parte superior izquierda contaba con una aureola y debajo de esta se encontraban en letras verdes las iniciales IMSS, este escudo se mantuvo solo durante la temporada debut.
En 1986 se diseñó un nuevo escudo el cual consistía en un balón blanco truncado con cinco pentágonos, con una corona encima y el nombre del club colocado en el centro con letra tipo gótica, todo de color verde. Sin embargo, cuando el equipo llegó a la primera división en 1988, se decidió cambiar el color verde de la corona a dorado y el de las letras a negro.
En 1996, durante la presidencia de Francisco José Dávila Rodríguez, se agregó la primera estrella dentro del escudo después de la obtención del primer título de la historia del club. Tras obtener el segundo título en 2001 se agregó una nueva estrella, el verde fue cambiado por uno de tono más fuerte y el contorno fue resaltado por un margen negro. Una tercera estrella fue añadida tras el campeonato de 2008. Durante la temporada 2008-09 el equipo uso un escudo alternativo con motivo del vigésimo quinto aniversario del club. A partir de 2012 las tres estrellas fueron extraídas de adentro del escudo y fueron colocadas debajo de este.
En el trascurso de los años fue evolucionando hasta la actualidad. El escudo moderno cuenta con seis estrellas grabadas, que representan los seis campeonatos que ha logrado el club a lo largo de su estadía en la Primera División de México. El diseño del escudo ha tenido un total de nueve versiones.

### Himno
En 1991, cuando el club estaba en riesgo de descenso a la Segunda División nació la primera canción verdiblanca «Ya es hora de ganar» compuesta por Ricardo Serna García y grabada e interpretada por aficionados laguneros. Este tema llegó a ser considerado como el himno del club, pero al ser un tema motivacional no podía convertirse en un himno oficial, por esta razón el mismo compositor le propuso a Armando Navarro Gascón, presidente del club en 1992, componer y grabar profesionalmente el himno oficial del equipo. Así nació el himno de «El equipo de todos» grabado en el estudio Keops Audio e interpretado por Lorena Lara, María Inés Torres, Rodolfo Torres, Alberto Santibáñez y Manuel Serna. Este nuevo tema se fue dando a conocer poco a poco, pero el repentino fallecimiento de Armando Navarro no permitió que el himno recibiera su nombramiento oficial.
En abril de 1994, Ricardo Serna compuso el Himno del «Santos Campeón», mismo que no se pudo estrenar debido a que Tecos ganó la final en Zapopan, pero años después el club logró cantarla tras conseguir sus primeros campeonatos. En 1996, Martín Ibarreche decidió contratar al chileno Wildo Labarca para que compusiera un nuevo himno titulado «Verdiblanco el corazón». En 1997 una vez más Ricardo Serna creó el «Himno a la afición». En mayo de 2001 se decidió una vez más poner en juego otra canción titulada «Venceremos».
Después aparecieron otros himnos y cantos como «Guerrero campeón», «Late más fuerte», «Tu destino es triunfar», «Somos los dueños del balón», «Himno TSM», «Duro Santos Duro» —cover de «We Will Rock You»—, así como varios artistas que los han entonado. Hiromi cantó el que conmemora los 20 años y para su vigésimo quinto aniversario, Yahir de La Academia. En 2012 a petición de Alejandro Irarragorri, presidente de la institución, se grabó el himno oficial por varios aficionados y jugadores de la institución.

## Datos del club
- Puesto actual en el Ranking Mundial de Clubes según la IFFHS: 165.º (2017).[211]
- Mejor puesto en el Ranking Mundial de Clubes según la IFFHS: 38.º (2012).[211][212]
- Temporadas en 1ª: 32 (8 largas y 48 torneos cortos).
- Temporadas en 2ª: 5.
- Liguillas por el título: 31.
  - Clasificaciones consecutivas a la liguilla: 6 (Verano 2000, Invierno 2000, Verano 2001, Invierno 2001, Verano 2002, Apertura 2002).
- Finales: 16.
  - Liga: 12 (1993-94, Invierno 1996, Verano 2000, Verano 2001, Clausura 2008, Bicentenario 2010, Apertura 2010, Apertura 2011, Clausura 2012, Clausura 2015, Clausura 2018 y Guard1anes 2021)
  - Copa: 1 (Apertura 2014).
  - Campeón de Campeones: 1 (2014-15).
  - Liga de Campeones: 2 (2011-12 y 2012-13).
- Ascensos: 1 (1988-89).
- Descensos: 0.
- Puesto histórico en 1ª: 16°.[213]
  - Puesto histórico en Liguillas: 5°.
- Primer partido disputado:
  - En liga: Santos 1–1 Morelia (1988-89, 16 de octubre de 1988).[31]
  - En copa: Morelia 1–1 Santos (1988-89, 8 de septiembre de 1988).[214]
  - En torneos internacionales: Real España 1–1 Santos (Copa de Campeones de la Concacaf 1995, 19 de abril de 1995).
- Mejor puesto en la liga:
  - En torneos largos: 4° (1993-94).[39]
  - En torneos cortos: 1° (Apertura 2007, Clausura 2012 y Apertura 2019).
- Peor puesto en la liga:
  - En torneos largos: 19° (1990-91).
  - En torneos cortos: 18° (Invierno 1997, Apertura 2006, Apertura 2024 y Clausura 2025).
- Más puntos en una temporada:
  - En torneos largos: 45 (1993-94).[n 3]
  - En torneos cortos: 38 (Apertura 2007).
- Menos puntos en una temporada:
  - En torneos largos: 28 (1992-93).
  - En torneos cortos: 7 (Clausura 2025).
- Más victorias en una temporada:
  - En torneos largos: 16 victorias en 38 jornadas (1993-94).
  - En torneos cortos: 11 victorias en 17 jornadas (Apertura 2007 y Clausura 2012).
- Más victorias como local en una temporada:
  - En torneos largos: 11 victorias en 19 jornadas (1993-94 y 1994-95).
  - En torneos cortos: 8 victorias en 9 jornadas (Clausura 2005, Apertura 2019, Apertura 2022).
- Más victorias como visitante en una temporada:
  - En torneos largos: 5 victorias en 19 jornadas (1993-94).
  - En torneos cortos: 5 victorias en 9 jornadas (Invierno 1996 y Clausura 2012).
- Menos victorias en una temporada:
  - En torneos largos: 6 victorias en 38 jornadas (1990-91).
  - En torneos cortos: 1 victoria en 17 jornadas (Apertura 2006).
- Más empates en una temporada:
  - En torneos largos: 18 empates en 38 jornadas (1988-89).
  - En torneos cortos: 11 empates en 17 jornadas (Clausura 2017).
- Menos empates en una temporada:
  - En torneos largos: 9 empates en 36 jornadas (1994-95).
  - En torneos cortos: 1 empate en 17 jornadas (Clausura 2005 y Clausura 2025).
- Más derrotas en una temporada:
  - En torneos largos: 18 derrotas en 38 jornadas (1990-91).
  - En torneos cortos: 14 derrotas en 17 jornadas (Clausura 2025).
- Menos derrotas en una temporada:
  - En torneos largos: 9 derrotas en 38 jornadas (1993-94).
  - En torneos cortos: 1 derrota en 17 jornadas (Apertura 2007 y Clausura 2017).
- Mayor número de goles anotados en una temporada:
  - En torneos largos: 61 (1994-95).
  - En torneos cortos: 42 (Verano 2002).
- Menor número de goles anotados en una temporada:
  - En torneos largos: 31 (1988-89).
  - En torneos cortos: 12 (Apertura 2024).
- Mayor número de goles recibidos en una temporada:
  - En torneos largos: 62 (1994-95).
  - En torneos cortos: 36 (Clausura 2025).
- Menor número de goles recibidos en una temporada:
  - En torneos largos: 43 (1995-96).
  - En torneos cortos: 13 (Clausura 2013 y Guard1anes 2021).
- Más victorias consecutivas: 5 (Verano 1998, Verano 1999, Apertura 2007, Apertura 2011, Clausura 2012, Apertura 2013).
- Más derrotas consecutivas: 9 (tres últimas jornadas del Apertura 2024 y las primeras seis del Clausura 2025).
- Más empates consecutivos: 7 (1990-91 - 1991-92).
- Mayor racha de partidos consecutivos sin perder: 14 partidos (Jornada 22 - Jornada 35 1993-94) y (Clausura 2007 - Apertura 2007).
- Mayor racha de partidos consecutivos sin ganar: 15 partidos (1990-91) y (Clausura 2024 - Apertura 2024 - Leagues Cup 2024)
- Mayor racha de partidos consecutivos sin perder como local: 20 partidos (Clausura 2019 - Guard1anes 2020).
- Mayor goleada a favor:
  - En liga: 7–1 vs. Morelia (Bicentenario 2010).[113]
  - En copa: 5–0 vs. Guadalajara (Apertura 2014).
  - En torneos internacionales: 6–0 vs. Isidro Metapán (Liga de Campeones de la Concacaf 2011-12).[215]
- Mayor goleada en contra:
  - En liga: 1–7 vs. León (1992-93).[216]
  - En copa: 0–5 vs. Querétaro (Clausura 2015).
  - En torneos internacionales: 1–4 vs. Emelec (Copa Merconorte 2001) y vs. Los Angeles Galaxy (Copa de Campeones de la Concacaf 1997).
- Mayor empate en la historia:
  - En torneos nacionales: 5–5 vs. Monterrey (Apertura 2003).[63]
  - En torneos internacionales: 4–4 vs. Municipal (Liga de Campeones de la Concacaf 2008-09).[217]
- Jugador con más partidos disputados: Juan Pablo Rodríguez (343 en partidos oficiales).
- Jugador con más goles: Jared Borgetti (205 goles en competiciones oficiales).
- Jugador con más títulos: Rafael Figueroa, Alonso Escoboza y César Ibáñez: 4 títulos oficiales.

### Denominaciones
A lo largo de su historia, el Club Santos Laguna ha visto como el nombre de la institución había sido distinto hasta su denominación vigente desde 1986. El club se fundó bajo el nombre de Club Santos IMSS. A continuación se listan las tres distintas denominaciones de las que ha dispuesto el club a lo largo de su historia:
- Club Santos de la Trinidad: (1982-1983) Nombre oficial cuando la franquicia fue mandada a Santa Cruz, Tlaxcala.
- Club Santos IMSS Laguna: (1983-1984) Nombre oficial en su fundación, cuando su propietario era el IMSS.
- Club Santos Laguna: (1984-Act.) Nombre oficial cuando se oficializa la compra del club por Salvador Necochea.

## Palmarés
El Club Santos Laguna ha logrado obtener únicamente títulos nacionales a largo de su historia, entre ellos seis campeonatos de liga, un campeón de campeones y una copa, el primer título de Primera División lo consiguió en 1996, los siguientes campeonatos de liga los obtuvo en 2001, 2008, 2012, 2015, 2018 y el campeonato de copa en 2014. Es el octavo equipo más exitoso en la historia de la liga compartido con Pachuca. A nivel de palmarés absoluto ocupa del decimotercer puesto de los clubes mexicanos con más títulos oficiales con ocho.
| Competición nacional                                            | Títulos                                                                                 | Subcampeonatos                                                                          |
| --------------------------------------------------------------- | --------------------------------------------------------------------------------------- | --------------------------------------------------------------------------------------- |
| Primera División de México (6/6)                                | Invierno 1996, Verano 2001, Clausura 2008, Clausura 2012, Clausura 2015, Clausura 2018. | 1993-94, Verano 2000, Bicentenario 2010, Apertura 2010, Apertura 2011, Guard1anes 2021. |
| Copa México (1/0)                                               | Apertura 2014.                                                                          |                                                                                         |
| Campeón de Campeones (1/1)                                      | 2014-15.                                                                                | 2017-18.                                                                                |
| Segunda División 'B' de México (1/0)                            | 1983-84.                                                                                |                                                                                         |
| Campeón de Campeones de la Segunda División 'B' de México (1/0) | 1983-84.                                                                                |                                                                                         |

| Competición internacional              | Títulos | Subcampeonatos    |
| -------------------------------------- | ------- | ----------------- |
| Liga de Campeones de la Concacaf (0/2) |         | 2011-12, 2012-13. |

## Organigrama deportivo

### Jugadores

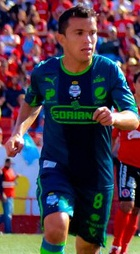
Juan Pablo Rodríguez, futbolista con más presencias en la historia del club.

Durante la historia de la institución han vestido la camiseta del club múltiples futbolistas de diferentes nacionalidades. Entre ellos, los más destacados han sido distinguidos como —«Guerreros de Honor»—: Jared Borgetti, Ramón Ramírez, Héctor Adomaitis, Benjamín Galindo, José Guadalupe Rubio, Julio César Armendáriz, Pedro Muñoz, Antonio Apud, Joaquín Reyes, Oswaldo Sánchez y Rodrigo Ruiz, uno de los jugadores más destacados en la historia del club y uno de los mejores futbolistas extranjeros del fútbol mexicano. La nacionalidad más repetida entre los jugadores extranjeros es la argentina, seguida por la brasileña.
La primera plantilla de la institución en la Primera División de México, de la temporada 1988-89, estuvo conformada por: Silvino Román Escobedo, Pedro Muñoz, Amado Candelario, César Jiménez, Lucas Ochoa, Julio César Armendáriz, Antonio Ríos, Guillermo Galindo, Hugo León Campuzano, Martín Zúñiga, Félix Díaz, Cristián Saavedra, Miguel Herrera y Ángel Ramos. Destaca Lucas Ochoa de ser el autor del primer gol de la historia del club en la primera categoría el 16 de octubre de 1988 frente al Atlético Morelia.
Históricamente, el jugador que más años estuvo bajo disciplina de la institución fue el torreonense Pedro Muñoz con un total de once temporadas. En cuanto al jugador que más títulos oficiales logró, esa distinción la ocupan Rafael Figueroa, José Abella, Néstor Araujo, Carlos Izquierdoz y Djaniny Tavares con un total de cuatro.
En competiciones oficiales, el sinaloense Jared Borgetti con doscientas cinco anotaciones es el máximo goleador histórico; en cambio el argentino nacionalizado mexicano Matías Vuoso es el extranjero con más goles con ciento siete. En el rubro de partidos, el centrocampista jalisciense Juan Pablo Rodríguez lidera la lista con trescientos cuarenta y cuatro, siendo el extremo chileno Rodrigo Ruiz el extranjero con más partidos con trescientos veintiocho y también líder histórico en asistencias con ciento dieciséis.
| Máximos goleadores | Máximos goleadores | Máximos goleadores | Máximos goleadores | Máximos goleadores |
| #                  | Jugador            | Goles              | Partidos           | Promedio           |
| ------------------ | ------------------ | ------------------ | ------------------ | ------------------ |
| 1                  | Jared Borgetti     | 205                | 319                | 0.64               |
| 2                  | Matías Vuoso       | 107                | 256                | 0.42               |
| 3                  | Oribe Peralta      | 97                 | 266                | 0.36               |
| 4                  | Darwin Quintero    | 92                 | 277                | 0.33               |
| 5                  | Daniel Ludueña     | 72                 | 244                | 0.3                |
| 6                  | Julio Furch        | 69                 | 163                | 0.42               |
| 7                  | Rodrigo Ruiz       | 65                 | 328                | 0.2                |
| 8                  | Christian Benítez  | 58                 | 110                | 0.53               |
| 9                  | Djaniny Tavares    | 53                 | 157                | 0.34               |
| 10                 | Juan Flores        | 48                 | 121                | 0.4                |
| Ver lista completa |                    |                    |                    |                    |

| Más partidos disputados | Más partidos disputados | Más partidos disputados | Más partidos disputados | Más partidos disputados |
| #                       | Jugador                 | Período                 | Partidos                |                         |
| ----------------------- | ----------------------- | ----------------------- | ----------------------- | ----------------------- |
| 1                       | Juan Pablo Rodríguez    | 2007-14                 | 344                     |                         |
| 2                       | Oswaldo Sánchez         | 2007-14                 | 340                     |                         |
| 3                       | Rodrigo Ruiz            | 2000-06/2010-11         | 328                     |                         |
| 4                       | Jared Borgetti          | 1996-04                 | 319                     |                         |
| 5                       | Rafael Figueroa         | 2005-15                 | 288                     |                         |
| 6                       | Iván Estrada            | 2007-13                 | 284                     |                         |
| 7                       | Darwin Quintero         | 2009-14                 | 277                     |                         |
| 8                       | Carlos Cariño           | 2000-06                 | 273                     |                         |
| 9                       | Oribe Peralta           | 2006-08/2010-14         | 266                     |                         |
| 10                      | Matías Vuoso            | 2003-06/2007-10         | 256                     |                         |
|                         | José Abella             | 2012-19/ 2025           | 256                     |                         |
| Ver lista completa      |                         |                         |                         |                         |

#### Plantilla y cuerpo técnico
- De acuerdo con los reglamentos vigentes, de competencia de la Liga MX (2025-26) y de participación por formación de la FMF (2021), los equipos de la primera división están limitados a tener registrados en sus planteles un máximo de nueve jugadores no formados en México (NFM), de los cuales solo ocho pueden ser convocados por partido y únicamente siete podrán tener participación. Esta categoría de registro, no solo incluye a los extranjeros, sino también a los mexicanos por naturalización. Los jugadores que obtengan su carta de naturalización durante el torneo, permanecerán con el registro de su nacionalidad de origen hasta el certamen siguiente; no obstante, si un jugador naturalizado participa de un partido de competencia oficial con la selección mexicana, podrá ser registrado como «formado en México» para la campaña siguiente.[223][224]
- En virtud de lo anterior, la nacionalidad expuesta aquí, corresponde a la del registro formal ante la liga, indistintamente de otros criterios como doble nacionalidad, la mencionada naturalización o la representación de un seleccionado nacional distinto al del origen registrado.
- En cumplimiento de lo dispuesto por el artículo 28 del reglamento de competencia, los clubes deberán acumular un mínimo de 1170 minutos jugados por elementos formados en México (FM), nacidos a partir del 1 de enero de 2003; para ello, y de conformidad con los artículos 8, 9 y 10, podrán utilizar jugadores de sus equipos de categorías menores que participan en las Ligas de Fuerzas Básicas; o en caso de tenerlas, de sus filiales de Liga de Expansión, Liga Premier y Liga TDP. Todo lo anterior con el formato de «carnet único», es decir, la autorización formal de la FMF para jugar en todos los equipos ligados a la misma institución. Por lo cual, para los efectos de esta tabla, solo aparecerán los jugadores registrados en la fuente principal (sitio oficial de la Liga MX) para el primer equipo, y no aquellos que en el lapso del certamen disputen partidos para cumplir la regla de menores, sin estar inscritos en el plantel principal.[225]

#### Altas y bajas: Apertura 2025
| Altas          | Altas     | Altas                                       | Altas           | Altas |
| Jugador        | Posición  | Destino                                     | Tipo            |       |
| -------------- | --------- | ------------------------------------------- | --------------- | ----- |
| Kevin Balanta  | Defensa   | Club Social y Deportivo Defensa y Justicia  | Préstamo        |       |
| Haret Ortega   | Defensa   | Fútbol Club Juárez                          | Préstamo        |       |
| Alberto Ocejo  | Delantero | Club Deportivo Leones Negros de la U. de G. | Fin de préstamo |       |
| Kevin Palacios | Delantero | Millonarios Fútbol Club                     | Traspaso        |       |

| Bajas               | Bajas         | Bajas                          | Bajas                 | Bajas |
| Jugador             | Posición      | Destino                        | Tipo                  |       |
| ------------------- | ------------- | ------------------------------ | --------------------- | ----- |
| Ismael Govea        | Defensa       | TBA                            | Rescisión de contrato |       |
| Ánderson Santamaría | Defensa       | Club Universitario de Deportes | Fin de contrato       |       |
| Pedro Aquino        | Mediocampista | Club Alianza Lima              | Préstamo              |       |
| Santiago Naveda     | Mediocampista | Club América                   | Fin de préstamo       |       |
| Santiago Muñoz      | Delantero     | Sporting Kansas City           | Préstamo              |       |

#### Jugadores internacionales
Nota: en negrita jugadores parte de la última convocatoria en la correspondiente categoría.
| Selección | Categoría | # | Jugador(es)               |
| --------- | --------- | - | ------------------------- |
| México    | Absoluta  | 0 |                           |
| México    | Sub-23    | 0 |                           |
| México    | Sub-22    | 0 | -                         |
| México    | Sub-21    | 0 | -                         |
| México    | Sub-20    | 1 | Tahiel Jiménez            |
| México    | Sub-18    | 0 |                           |
| México    | Sub-17    | 2 | Máximo Reyes, Lucca Vuoso |
| México    | Sub-16    | 0 |                           |
| México    | Sub-15    | 0 | -                         |

### Entrenadores
La institución ha contado con un total de veintiocho entrenadores a lo largo su historia en la Primera División, la mayoría de ellos han sido de nacionalidad mexicana con diecisiete, contando en doce ocasiones con los servicios de entrenadores extranjeros, cinco argentinos, dos uruguayos, un chileno, un peruano, un hondureño, un portugués y un español.
Grimaldo González fue de hecho el primer entrenador del Santos Laguna en su fundación tomando en cuenta que cuando llegó la franquicia del Santos Laguna IMSS de Segunda División "B" en la temporada 1983-1984 don Grimaldo González realizó el trabajo de pretemporada con la naciente institución, fue registrado con la plantilla de jugadores y cuerpo técnico ante la Federación Mexicana de Futbol, dirigió un par de amistosos pero días antes del inicio del torneo programado para el domingo cuatro de septiembre de 1983 contra el equipo Bachilleres de la U de G fue rechazado por ser extranjero por la Rama de Segunda División, nombrándose en su lugar de última hora a Fernando Zamora. Fernando logró el campeonato de la temporada 1983-84 de la Segunda División B. En 1988, Carlos Ortiz se convirtió en el primer técnico en dirigir al club en Primera División. Rubén Maturano, a pesar de no conseguir algún título con el club, destacó por ser uno de los entrenadores más emblemáticos del cuadro verdiblanco, ya que fue quién rebautizó al primer Estadio Corona como «La Casa del Dolor Ajeno».
Alfredo Tena, quién estuvo al mando de 1996 a 1998, fue quién contribuyó a ganar el primer título de la historia en 1996. Fernando Quirarte, quien dirigió 131 partidos de 1999 a 2002, consiguió un subcampeonato de liga en 2000 y un título en 2001, además durante su cargo se registró la mejor cuota goleadora en la historia con doscientos cuarenta y nueve goles. Daniel Guzmán contribuyó a la salvación del club en 2007 y un año más tarde levantó junto al club el título de campeón. Otro entrenador destacado fue Benjamín Galindo, quién se desempeñó al mando en dos períodos uno en 2006 y el otro de 2011 a 2012, en donde ganó una liga.
Pedro Caixinha fue el entrenador portugués en dirigir en México y el más exitoso en la historia de Santos tras ganar una liga, una copa y un campeón de campeones en su corto periodo de 2013 a 2015. Consiguió el título de copa en 2014, y en 2015 logró el campeonato de liga del Torneo Clausura, convirtiéndose así en el noveno técnico europeo en coronarse campeón de liga en México.

### Presidencia
Desde el primer presidente oficial del club Salvador Necochea, en 1983, han pasado por el máximo cargo del club un total de ocho presidentes, incluyendo el segundo mandato de Francisco Dávila Rodríguez. En el año de 1984 llegó el primer principal mandatario de la institución, Salvador Necochea Sagui hasta 1988 y un año después su hermano, Luis Necochea Sagui, durante la temporada 1989-90 fue presidente de la institución. Francisco José Dávila Rodríguez estuvo al cargo en dos períodos, uno de 1992 hasta 1994 y el otro en 1998 y 1999. Martín Ibacherre desempeñó la presidencia de 1994 a 1998, dentro de su labor destaca haber obtenido el primer título de liga de la institución en 1996.
El locutor Armando Navarro Gascón fue el presidente durante la temporada 1991-1992, dentro de su labor destacó haber impulsado el mote de «Guerreros» a los jugadores del Santos Laguna, y ser promotor de la mascota del «Guerrerito» y del primer himno «El equipo de todos», falleció el 18 de diciembre de 1992 en un trágico accidente que terminó con su cargo. Guillermo Cantú comenzó su mandato en 2000 y a finales de 2004 dejó su cargo para ser Director de Selecciones nacionales, destacó tras haber conseguido dos títulos, uno de liga en 2001 y otro de Interliga en 2004. Otro mandatario fue Alberto Canedo Macouzet, quién se mantuvo en su cargo en una ocasión, desde 2005 hasta finales del 2006. En octubre del 2006 Alejandro Irarragorri fue anunciado como nuevo director deportivo en lugar de José Antonio Noriega y a final del año fue ascendido a la presidencia del equipo.
El 18 de agosto de 2016, Alberto Canedo se jubiló después de permanecer durante 25 años dentro de la institución, en donde se desempeñó como presidente y vicepresidente, además de estar presente en cinco títulos. El 5 de mayo de 2019, Irarragorri anunció que dimitía de ser el presidente de la institución después de ocupar el cargo por más de doce años, pasando asumir a la presidencia de Grupo Orlegi y cerrando así la gestión presidencial más exitosa en la historia del club con seis títulos obtenidos. Su lugar fue ocupado por Dante Elizalde quien anteriormente era el director general y abogado del equipo.
El 17 de octubre del 2024 se llevó a cabo una rueda de prensa para anunciar la salida de Dante Elizalde como presidente del club debido a sus malos resultados y se anunció la entrada de Alejandro Irarragorri Kalb como nuevo presidente.

## Categorías inferiores
La cantera o el fútbol base del Club Santos Laguna tuvo sus inicios a principios de los años 1990. El club fundó el equipo filial Santos Laguna A a petición de la FMF, con el fin de reforzar sus fuerzas básicas y la de los otros clubes de la Primera División. En la época reciente las fuerzas básicas del club han tenido un crecimiento y protagonismo en los nuevos formatos que creó la Federación Mexicana de Fútbol en 2006. Las divisiones inferiores abarcan las categorías Sub-15, Sub-17, Sub-19 y Sub-23.
Con el objetivo de hacer crecer el nivel futbolístico del club y reforzar el plantel del primer equipo en un futuro, el 11 de enero de 2010 se inauguró la Escuela de Fútbol Santos Lala que se encuentra ubicada en las instalaciones del Territorio Santos Modelo por parte de Luis Miguel Pérez Amarante y Braulio Rodríguez Pérez, con el propósito de transmitir valores, sembrar la competitividad y el respeto hacia los rivales y cosechar el esfuerzo para el crecimiento futbolístico del club.
La institución cuenta con más de veinte escuelas, centros de formación y academias de fútbol a lo largo del país, entre las que destacan: Academia Santos Acapulco, Academia Santos Chiapas, Academia Santos Distrito Federal, Academia Santos Durango, Academia Santos Juárez, Academia Monclova, Academia Monterrey, Escuela de Fútbol Santos Lala, Centro de Formación Santos Laguna, entre otras.

### Filiales

#### Santos Laguna A
Fue un club de fútbol fundado en 2006 que militaba en la Liga de Ascenso de México. El equipo desapareció debido a la reestructuración de la liga, la cual a partir del Apertura 2009 contó con torneos de categoría Sub-20 y Sub-17.

#### Santos Córdoba
Fue un club de fútbol de la ciudad de Córdoba, Veracruz. Fue fundando en 2008 como Club Santos Casino y participa en la Tercera División de México. El equipo surgió cuando el Casino Español de Córdoba, estableció un convenio con el Grupo Modelo para que la franquicia fuera filial del Club Santos Laguna. En 2013, después de cinco años, Santos Laguna y Casino Español decidieron no renovar más su convenio de colaboración. De esta forma, el equipo cambió de nombre a "Club Santos Córdoba". El equipo dejó de participar en el torneo tras culminar la temporada 2014-15 y su lugar fue ocupado por los "Langostineros de Atoyac".

#### Santos Los Mochis
Fue un club de fútbol que jugaba en la Segunda División de México. Fue fundado el 26 de junio de 2012, Tenía como sede la ciudad de Los Mochis, Sinaloa. Para iniciar las gestiones del club mochitense, Santos Laguna envió diez futbolistas originarios de sus fuerzas básicas. La mejor presentación concluyó en la temporada 2013/14 al finalizar como semifinalistas. El equipo desapareció bajo cuestiones legales el 15 de mayo de 2014.

#### Santos Laguna Premier
Fue un equipo de fútbol que participaba, sin derecho a ascenso, en la Liga Premier de Ascenso de México. En mayo de 2015 se anunció que los 18 equipos de Primera División tendrían un equipo filial en la Liga Premier de la Segunda División, para que los jugadores que superen los 20 años de edad y ya no puedan participar en la categoría Sub-20 se mantengan activos. Tras finalizar el torneo Clausura 2018, Santos decidió dejar de participar en la categoría y el equipo desapareció.

## Otras modalidades

### Santos Laguna Femenil
Es un equipo de fútbol femenino que participa en la Primera División Femenil de México. El 2 de febrero de 2017 José Riestra, Vicepresidente de Santos Laguna, anunció de manera oficial la creación del equipo femenil de la institución en una conferencia de prensa realizada en el Auditorio Orlegi del Territorio Santos Modelo.

## El club en la sociedad

### Afición

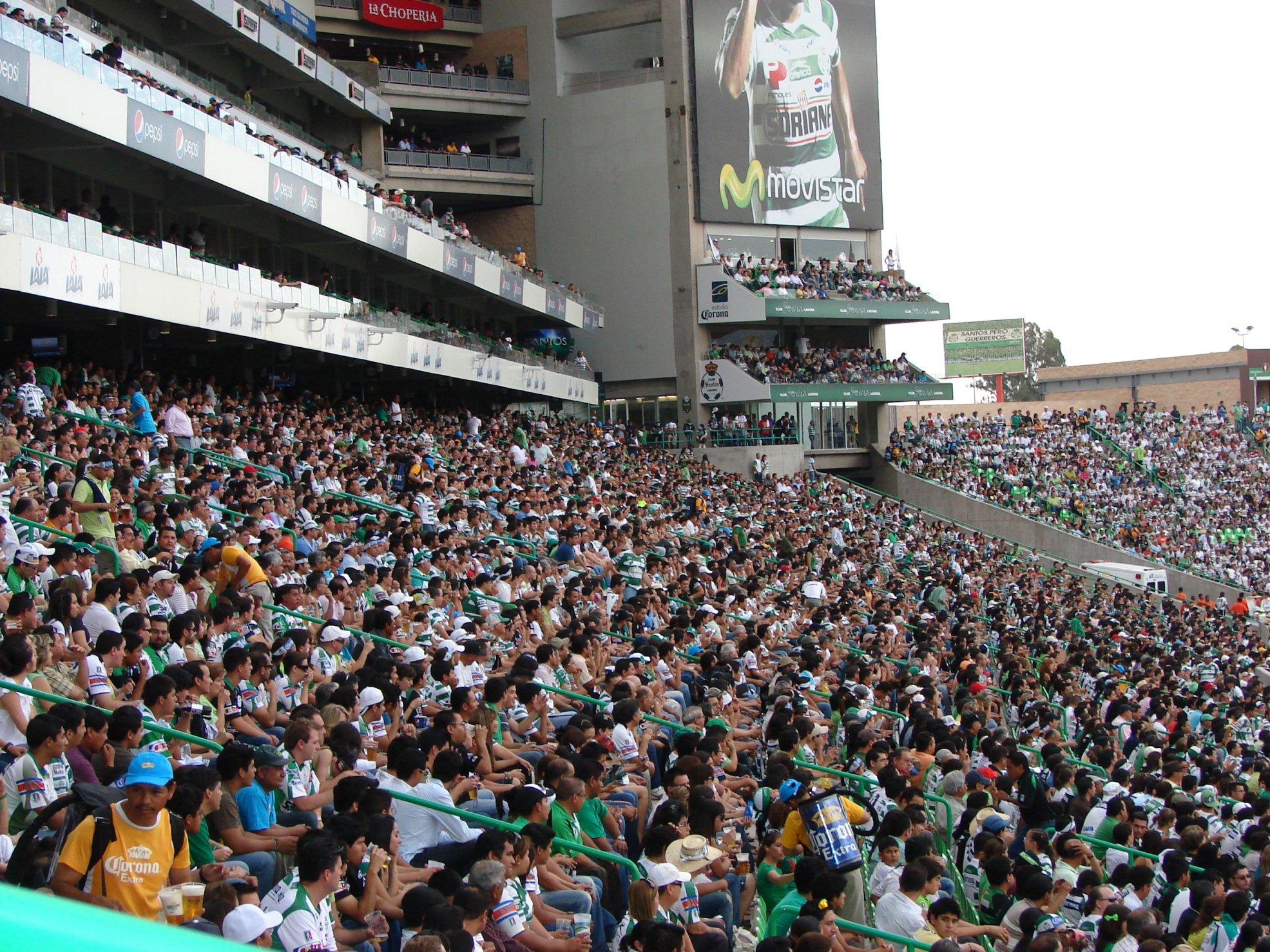
Afición del club.

Fue en la temporada 1993-94 cuando el Club Santos Laguna comenzó su trayectoria dentro fútbol mexicano. El club siempre ha estado acompañado de una cantidad de aficionados importantes, seguidores de cada partido, por lo que se hizo costumbre que un importante número de autobuses trasladarán a los simpatizantes del Santos a cualquier plaza en donde jugaran.
La primera vez que se celebró en las calles, con banderas verdes y blancas y cánticos fue el 17 de abril de 1994, en el partido de vuelta de cuartos de final, donde ganaron los guerreros con marcador de 3-2 frente al Atlas, consiguiendo avanzar a la siguiente ronda. En la semana en que se jugaría la semifinal, comenzaron a aparecer por las calles diversas leyendas, entre las que se podían leer; —«Adomaitis para presidente», «Apud para senador», «Pedro García para alcalde», «Vota por el Santos»—, entre otros. Dichas leyendas aparecían en los automóviles que transitaban la Laguna, y con tintes políticos, debido a que estaba entrando en vigor la campaña para la Presidencia de la República. Este acontecimiento fue bautizado como la «Santosmanía».
La «Komún» es una masa social de aficionados organizados que surgió cuando un grupo de jóvenes aficionados del club en el mes de febrero del año 2001 se reunieron bajo la consigna de alentar y acompañar al equipo, entre ellos el excomandante Salvador «Chava» Perales. El club dispone de cientos de miles de aficionados en la Comarca Lagunera quienes crearon los lemas «Un guerrero nunca muere» y «Poco tiempo, mucha historia».

### Convenios deportivos
En septiembre de 2010 el club comenzó a formar una alianza con el Celtic FC de Escocia que buscaría unir a las dos instituciones deportivas en distintos sectores, tales como el deportivo, administrativo y comercial, y forma parte de un proyecto de internacionalización que encabeza la directiva albiverde. Esto gracias a la llegada del mediocampista mexicano Efraín Juárez, que fue el trampolín para iniciar las conversaciones entre ambas directivas. Gracias a este convenio se dio el intercambio del jugador juvenil Adrián Ruelas, quien probó suerte con los escoceses durante unos meses. De igual forma el director de Fuerzas Básicas del Santos, José Riestra, pasó seis meses en Escocia aprendiendo la forma de trabajo de Celtic. Ambas instituciones trabajan conjuntamente con la fundación «Guerreros de Corazón» y la misma del club escocés «Celtic Charity Fund». En principio de cuentas, se intercambiaron mil camisetas, para los programas sociales en los que trabajan.
Tras este convenio laboral, diversas áreas del club lagunero se vieron fortalecidas de manera notable. Aspectos como inteligencia deportiva, desarrollo deportivo, intercambio de jugadores, intercambios comerciales, partidos amistosos, temas de responsabilidad social con la fundación «Green & Blanco», entre otros, forman parte de esta relación de 360 grados entre ambas instituciones. El 18 de febrero de 2012 se oficializó formalmente el convenio entre estos dos equipos.
El 10 de julio de 2010, el Santos y El Club El Nacional de Ecuador concretaron un convenio de colaboración entre ambas instituciones, con el propósito de fomentar el desarrollo futbolístico y proyección internacional de sus jugadores.
El 30 de octubre se oficializó la alianza estratégica, mercadológica y comercial con el Club Deportivo La Equidad Seguros, con la cual se creó un plan de trabajo en el que Santos Laguna compartió prácticas utilizadas en México. El objetivo principal de esta alianza fue contribuir para que La Equidad se fortaleciera y acelerara su crecimiento a través de conceptos innovadores y estrategias vanguardistas.

### Patrocinio
Santos cuenta con diferentes patrocinadores, tanto nacionales como internacionales, cada uno de ellos enfocados en diferentes ámbitos industriales.
| Empresa           | Origen | Ámbito             |
| ----------------- | ------ | ------------------ |
|                   | México | Cervecería         |
|                   | México | Comercio minorista |
|                   | México | Láctea             |
|                   | México | Minería            |
|                   | México | Televisora         |
| Ómnibus de México | México | Transporte público |
|                   | México | Aerolínea          |

| Empresa | Origen         | Ámbito             |
| ------- | -------------- | ------------------ |
|         | Estados Unidos | Bebidas            |
|         | Estados Unidos | Bebidas isotónicas |
|         | México         | Ropa y Calzado     |

### Beneficencia
Santos Laguna cuenta con un programa social denominado «Guerreros de corazón», que consiste en la realización de eventos de apoyo a los menos favorecidos por parte del club, debido a esto los jugadores, cuerpo técnico y directiva comenzaron a participar activamente en visitas a casas hogar, asilos y a acompañar a personas con ciertas dificultades en sus vidas. Los objetivos de este programa son contribuir al desarrollo integral de grupos vulnerables; fomentar la higiene, la salud y el desarrollo sustentable; cumplir sueños y satisfacer necesidades; generar recursos económicos y/o en especie para retorno a la sociedad; incentivar una actitud solidaria y altruista; y llegar más allá de tierra santos mediante el apoyo a países que sufren alguna desgracia o catástrofe natural.
El programa de padrinos comenzó en el Torneo Apertura 2007, se elige cada torneo a un niño de capacidades diferentes como padrino o madrina de torneo. El programa de embajadores busca la asociación con coahuilenses destacados como voceros, para la generación de afición en México y el mundo, creando una red de apoyo a grupos vulnerables y de compromiso de ellos hacia la sociedad con un mayor alcance e impacto. Algunos miembros destacados son: Eddie Díaz (Mánager de los Yaquis), Cristian Mijares (Boxeador profesional), Marisol González (Reportera de Televisa Deportes), Banda El Recodo (Banda de música), Tito el Bambino (Cantante Puertorriqueño), Arturo Gilio (Torero, ganadero y empresario mexicano), Horacio Piña (Estrella del béisbol mexicano, jugador de Grandes Ligas y campeón del Mundo) y Mario Domm (Cantautor mexicano).

### Medios de comunicación
Cine
El 20 de octubre del 2009 comenzó la filmación del largometraje «Espíritu de triunfo», película del Santos Laguna, que muestra tres historias inspiradas en hechos reales, mismos que coinciden con la historia de la institución. La cinta llegó a la pantalla grande el 7 de diciembre del 2012 y contó con el debut de los integrantes de la sub-20 de Santos Laguna, Julio José González y José León Wenceslao, quienes participan como actores protagónico y antagónico, respectivamente. 
La película es protagonizada por Eric del Castillo, Alejandro de la Madrid, Víctor Civeira y Giovanna Acha, además cuenta con la participación especial de Edson Arantes do Nascimento «Pelé».
Los jugadores del primer equipo que aparecen en la cinta son Oswaldo Sánchez, Iván Estrada, Juan Pablo Rodríguez, Matías Vuoso y Daniel Ludueña, ya que una de las tramas que abarca la cinta es en el título obtenido en el Clausura 2008 con Daniel Guzmán al frente.
Televisión
El Club Santos Laguna cuenta con dos programas de televisión; el primero es «Santos TV», se transmite todos los viernes a través de Azteca Laguna y en él se muestran partidos históricos del equipo, informes de la directiva, cobertura informativa, noticias y boletines informativos acerca de los partidos del club.
El segundo es «Somos Santos», programa que se comenzó a transmitir a partir del 2015 por medio de Multimedios Laguna, este espacio se transmite los lunes y en él se lleva a cabo una «mesa redonda» en donde participan aficionados, director técnico, jugadores y directivos, como una forma de intercambio de ideas y opiniones que aporten al desarrollo de la institución. Los partidos de local del club son trasmitidos por las compañías difusoras TUDN y ViX.
Videojuego
El 20 de octubre de 2014 se dio a conocer la alianza digital con EA Sports, la cual produjo una caja especial de FIFA 15 con ilustraciones del equipo en ella.

## Rivalidades
A lo largo de su historia, Santos Laguna ha mantenido rivalidad con los equipos procedentes de Ciudad Juárez, debido a la cantidad de laguneros radicados en esta ciudad fronteriza del estado de Chihuahua. La primera de estas surgió con el club Cobras de Ciudad Juárez, equipo que desapareció a mediados de los años noventa. En 2008 hubo un intento de revivir la confrontación entre los clubes de estas dos ciudades con el ascenso del club Indios de Ciudad Juárez, otro conjunto actualmente desaparecido. La rivalidad resurgió en el 2015 con la fundación del club Bravos de Ciudad Juárez.
De la misma manera, Santos también mantiene rivalidades con los equipos de Nuevo León, destacando el Club de Fútbol Monterrey, contra quienes ha disputado un par de finales de la Primera División de México, así como dos finales de la Liga de Campeones de la Concacaf. Este antagonismo ha estado enmarcado por continuos episodios violentos entre ambas aficiones, además, es considerado por muchos aficionados y medios como una especie de «Clásico del Norte», ya que Monterrey disputa el Clásico Regiomontano con el Club Tigres de la Universidad Autónoma de Nuevo León, equipo contra el cual también se han suscitado conatos de conflictos entre aficionados.

## Anexos
| Entidades relacionados | Datos estadísticos y trayectoria | Personalidades e historia | Infraestructuras                                                 |
| --- | --- | --- | ---------------------------------------------------------------- |
| - Club Santos Córdoba - Club Santos Laguna A - Club Santos Laguna Premier - Club Santos Laguna Femenil - Club Santos Los Mochis - Fuerzas Básicas del Club Santos Laguna | - Estadísticas del Club Santos Laguna - Palmarés del Club Santos Laguna - Historial del Club Santos Laguna (Liga) - Historial del Club Santos Laguna (Liguilla) - Historial del Club Santos Laguna (Internacionales) | - Futbolistas del Club Santos Laguna - Entrenadores del Club Santos Laguna - Presidentes del Club Santos Laguna - Historia del Club Santos Laguna - Uniforme del Club Santos Laguna | - Territorio Santos Modelo - Estadio Corona - Estadio TSM Corona |